# ノース・アイランド本線
ノース・アイランド本線（ノース・アイランドほんせん、英語: North Island Main Trunk、NIMT）は、ニュージーランド北島にある本線鉄道であり、首都のウェリントンと最大都市のオークランドを結んでいる。全長は682キロメートルあり、軌間はニュージーランドの鉄道で標準の1,067ミリメートル（3フィート6インチ）であり、パーマストンノースやハミルトンといった大都市も通っている。
ノース・アイランド本線の大半の区間は単線で多くの列車交換設備を備えている。複線区間は以下の通り。
- ウェリントン駅（英語版） - ワイカナエ駅（英語版）間（ただし、プケルア・ベイからパエカカリキの区間にある、ウェリントン起点35.3キロメートルのノース・ジャンクションとウェリントン起点32キロメートルのサウス・ジャンクションの間の3.3キロメートルの単線トンネルあり[1]）
- ハミルトン - テ・カウファタ駅（英語版）間（ただし、ンガルアワヒアでワイカト川に架かる橋は単線）
- メレメレ - オークランド・ブリトマート駅間

約460キロメートル（全長の約65パーセント）が3か所に分かれて電化されている。ウェリントン - ワイカナエ間は直流1,600 V電化、パーマストンノースからハミルトンのテ・ラパまで412キロメートルとパパクラからブリトマートまでの34キロメートルが交流25 kV電化である。
後にノース・アイランド本線となる鉄道の最初の区間はオークランドで1873年に開通した。ウェリントン側でも1885年に建設が開始された。路線は1908年に完成し、1909年から営業可能となった。経済的な生命線であると評価されており、また北島の中央部をヨーロッパからの入植や投資に開いたと評価されている。初期には、ウェリントンからオークランドまでの旅客の所要時間は20時間以上かかっており、こんにちではノーザン・エクスプローラーで約11時間である。
ノース・アイランド本線は、「技術の奇跡」であると言われてきた。蒸気機関車に適した縦断勾配である20パーミルに収めて大きな高低差を克服するために、数多くの高架橋、トンネル、ループ線などが建設されたからである。

## 歴史

### 建設
ノース・アイランド本線の最初の区間が建設された時点で、ワイカト地方におけるルート選定には不確定のところが大きく、ケンブリッジ、キヒキヒ、テ・アワムツ、アレクサンドラといったところがワイカト地方における目的地として可能性があると考えられていた。中央の区間は次第に伸ばされていき、1909年に両側からの線路が合流した。

#### オークランド - テ・アワムツ
オークランドの最初の鉄道は、ポイント・ブリトマートからペンローズを通ってオネフンガまでの13キロメートルで、1873年に開通した。この鉄道はジョン・ブログデン・アンド・サンズによって建設され、この後マーサー駅までの66キロメートルを含めたオークランド・アンド・マーサー鉄道全体で16万6000ポンドで建設された。ペンローズからオネフンガまでの区間は、今はオネフンガ支線と呼ばれている。路線は後に、ペンローズから南へ分岐してワイカト地方へと伸びた。おそらくワイカト侵攻を支援するために、マウンガタフィリからメレメレまで1864年に5.6キロメートルの軌道が建設されたが、最後の主要戦闘の1年後となる1865年にオークランド・アンド・ドゥルーリー鉄道の起工式が行われた。この路線はマーサーまで1875年5月20日に開通し、またンガルアワヒアから29キロメートルの区間は義勇民兵の工兵によって建設され、1877年8月13日に開通した。さらにフランクトンまで1877年12月に伸び、テ・アワムツまで1880年に伸びた。不景気により以降の5年間は建設が停滞し、テ・アワムツが鉄道の終点であり続けた。また地域のマオリ族との交渉もあり、キング・カウンティは1883年までヨーロッパ人が入れなかった。

#### ウェリントン - マートン
ウェリントン - ロングバーン（パーマストンノース近郊）間は1881年から1886年にかけてウェリントン・アンド・マナワツ鉄道によって建設された。この会社は1908年にニュージーランド鉄道省によって買収された。
ロングバーンからマートンまでの区間は、フォクストンやワンガヌイの港を結ぶ路線の一部として、1878年4月18日に開通した。

#### 北島中央部

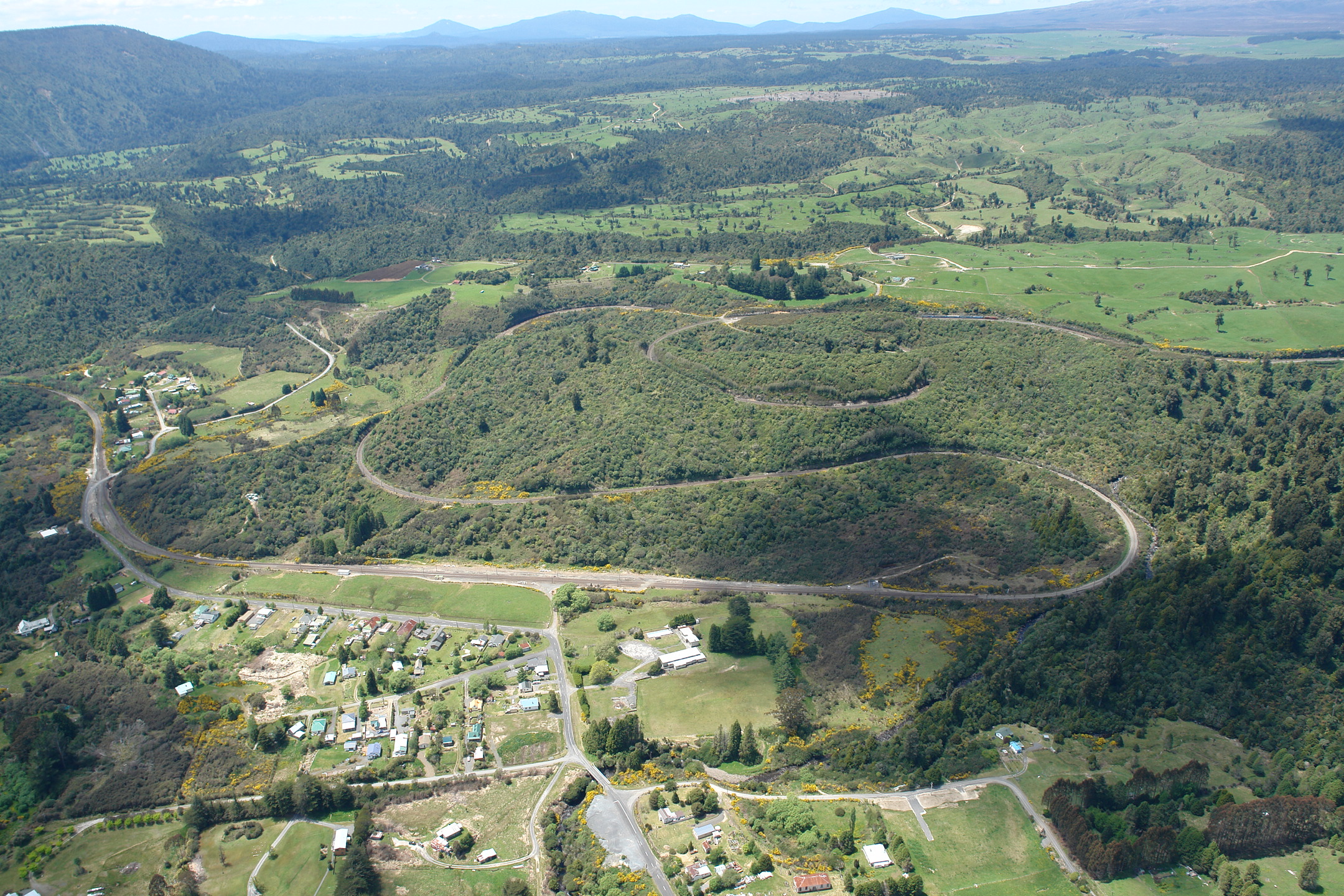
ラウリムスパイラルのパノラマ

1882年にウィタカー政権はノース・アイランド本線融資法を制定し、建設のために海外（おそらくはロンドン）から100万ポンドの借り入れを承認することで、テ・アワムツ以南のノース・アイランド本線の建設促進を図った。テ・アワムツからは、タウポまたはタウマルヌイ経由の路線が提案され、後者が最終的なルートとなった。公共事業省が1884年に現在のルートを決定する前には4つの案が検討されていたが、このルートの建設がいかに難しいかが理解されると、1888年にさらなる調査で2案が検討された。
ンガーティ・マニアポトの大首長ワハヌイがテ・アワムツの郊外で1885年4月14日に起工式を行って、中央部最後の区間の建設が始まった。中央部は測量も建設も難しかったため、両側からの線路がつながるのには23年を要した。深い峡谷がいくつもある北島火山高原を横断するためには9か所の高架橋と世界的にも有名なラウリムスパイラルを必要とした。
自由党政権のリチャード・セドンが1903年に、全線は1908年に開通すると公約した。1904年の時点では、線路の両端は依然として146キロメートル離れており、マカトテ、ハプアフェヌア、タオヌイという3つの巨大高架橋の建設契約は1905年まで承認されていなかった。政府は2,500名の作業員を投入し、1907年には公共事業大臣のウィリアム・ホール＝ジョーンズが、灯油ランプの明かりの下での夜間作業も命じた。1908年初頭には、エルアとオハクネの間で39キロメートルの未開通区間が残っており、連絡する馬車輸送が行われていた。オハクネから南へワイオウルまでの27キロメートルの区間では、まだ鉄道省に線路が引き渡されていなかったことから、公共事業省が列車を走らせていた。

#### 開通
1908年8月7日に線路はつながって、11両編成の議会特別列車が、オークランドにアメリカのグレート・ホワイト・フリートを見に行くニュージーランドの首相ジョセフ・ワードやそのほかの議員らを乗せて、最初の直通旅客列車として通過した。しかし、タオヌイの北側の切り取り区間の中には法面が垂直であったり、ホロピトからマカトテまではバラストが撒かれていない線路であったりと、新線区間の多くは仮のものであった。ワードは1908年11月6日に最後の犬釘を打ち込み、ポカカ駅近くのマンガヌイ・オ・テ・アオにそのモニュメントがある。11月9日から、2日かけて走るノース・アイランド本線の列車の運行が始まり、途中オハクネで一晩停車していた。
1909年2月14日、最初の夜行急行列車がオークランドからウェリントンへ向けて出発し、寝台車、リクライニングシートを備えた座席車、郵便車、荷物車を連結し、所要時間は19時間15分であった。食堂車は、中央部の急勾配区間を避けるために、ウェリントンからオハクネまで北行の急行列車に連結されて走り、そこで南行の急行列車につなぎ変えられていた。

### 改良と付け替え

#### 信号と線路
長年の間に線路と信号は改良されてきており、また多くの区間で線路の付け替えが行われた。1870年代の当初の線路は、1ヤードあたり40ポンド（1メートルあたり19.9キログラム）のレールを使っており、一部は鋼鉄ではない鉄を使っていた。後にレールは1ヤードあたり53ポンド（1メートルあたり26.3キログラム）に、そして1901年からは1ヤードあたり70ポンド（1メートルあたり34.8キログラム）へと更新された。1908年から重いニュージーランド国鉄Xクラス蒸気機関車が投入された中央部山岳区間であるタウマルヌイ - タイハペ間などである。フランクトン - タウマルヌイ間では10本ほどの橋を補強する必要があり、1914年時点ではなお129キロメートルにわたって1ヤードあたり53ポンドのレールを使っていて更新の必要があった。1930年代に1ヤードあたり85ポンド（1メートルあたり42.2キログラム）のレールが採用され、そして1ヤードあたり91ポンド（1メートルあたり45.1キログラム）、1974年からは1ヤードあたり100ポンド（1メートルあたり50キログラム）となった。
全線の大半にあたる単線区間の信号には、タイヤー式通票閉塞装置No.7が使われていた。94か所の閉塞区間にある各駅には、常時閉塞に対応できるようにするために、それぞれ1週間当たり56時間の勤務をする3人の信号扱い手が配置されており、このため各駅には駅長と3人の信号扱い手のために少なくとも4棟の官舎が必要であった。ピエールは、列車集中制御装置 (CTC) の導入により、駅舎やプラットホームでさえも撤去され、オハクネからナショナルパークまでの間には有人駅はもうなくなっているとした。1928年から1932年にかけて導入された列車運行システムは、オークランド、フランクトン、テ・クイチ、オハクネ、マートン、ウェリントンの4区間にわけてオペレーターが通票閉塞装置を補完することで、数区間にわたる閉塞区間での列車の運行を効率化した。混合列車において、機関車がしばしば待たされることがあり、運行が断続的になってしまうことから、1925年のフェイ・レイブン報告においてこの運行システムの導入が要請された。1938年から1966年にかけて、ノース・アイランド本線に列車集中制御装置が次第に導入されて通票閉塞装置を置き換えていった。1957年に、当時残されていた354キロメートルの区間へのCTC導入が開始されたとき、タウマルヌイからオタキまでの330キロメートル区間にCTCを導入しオハクネ（1977年にタウマルヌイに移転）、タイハペ、パーマストンノースに指令センターを置けば、運行業務に就く74人を合理化できると見つもられた。CTCに転換された最後の区間はピリアカ - オファンゴ間であった。
1913年にノース・アイランド本線の最高制限速度は45マイル毎時（72 km/h）に上げられ、オークランド - ウェリントン間の所要時間は1時間25分短縮されて、17時間30分から45分の間になった。1895年から1913年までニュージーランド鉄道省のゼネラルマネージャーを務めたトーマス・ロナインの指揮下で、パーネルの南の区間は二重化され、オークランドとマーサーの間の最急勾配と急な曲線は改良された。ロナインの後継者のE.H.ヒリーの指揮下で、複線で勾配を緩和した第2パーネルトンネルが1915年から1916年にかけて完成した。ハルコームとマートンの間のカカリキの築堤区間において、勾配を53分の1から70分の1に緩和する付け替え線が1915年に完成した。同じような改良は、グレートフォートの勾配区間にも実施され、1939年にランギティケイ川の対岸に付け替えが完成した。1914年の法律により、ウェストフィールド付け替え線、オークランドとウェリントンにおける新駅、ペンローズ-パパクラ間、オヒネワイ-ハントリー間、ホリティウ-フランクトン間、ニューマーケット-ニューリン間の複線化、ペンローズからテ・クイティへの区間の勾配緩和への予算支出が承認されたが、第一次世界大戦のためにこれらの改良工事の多くは10年以上遅れることになった。
1927年にオタフフからマーサーまでの区間に色灯式自動信号機が設置された。1930年には自動信号がさらにフランクトンまで56.2キロメートル延長され、フランクトンからホロティウまでの10.8キロメートルが複線化された。ンガルアワヒアの北5.9キロメートル区間は1937年12月5日に複線化され、さらにンガルアワヒアからハントリーまでの14.7キロメートルは1938年12月4日に、ハントリーからオヒネワイとパパクラからパエラタまでは1939年12月に複線化された。このころになると、戦時に伴う不足からさらなる複線化は遅れることになった。ポケノからマーサーまでは1951年11月11日に、プケコヘからポケノは1954年11月21日に、マーサーからアモクラは1956年7月1日に、オヒネワイからテ・カウファタへは1958年12月14日に複線化された。アモクラとテ・カウファタの間の13キロメートルは、ンガルアワヒア橋と同じく単線で残った。アモクラより南の複線化は、2021年7月よりビジネスケースにおいて調査が開始されている。

#### ウェストフィールド付け替え線

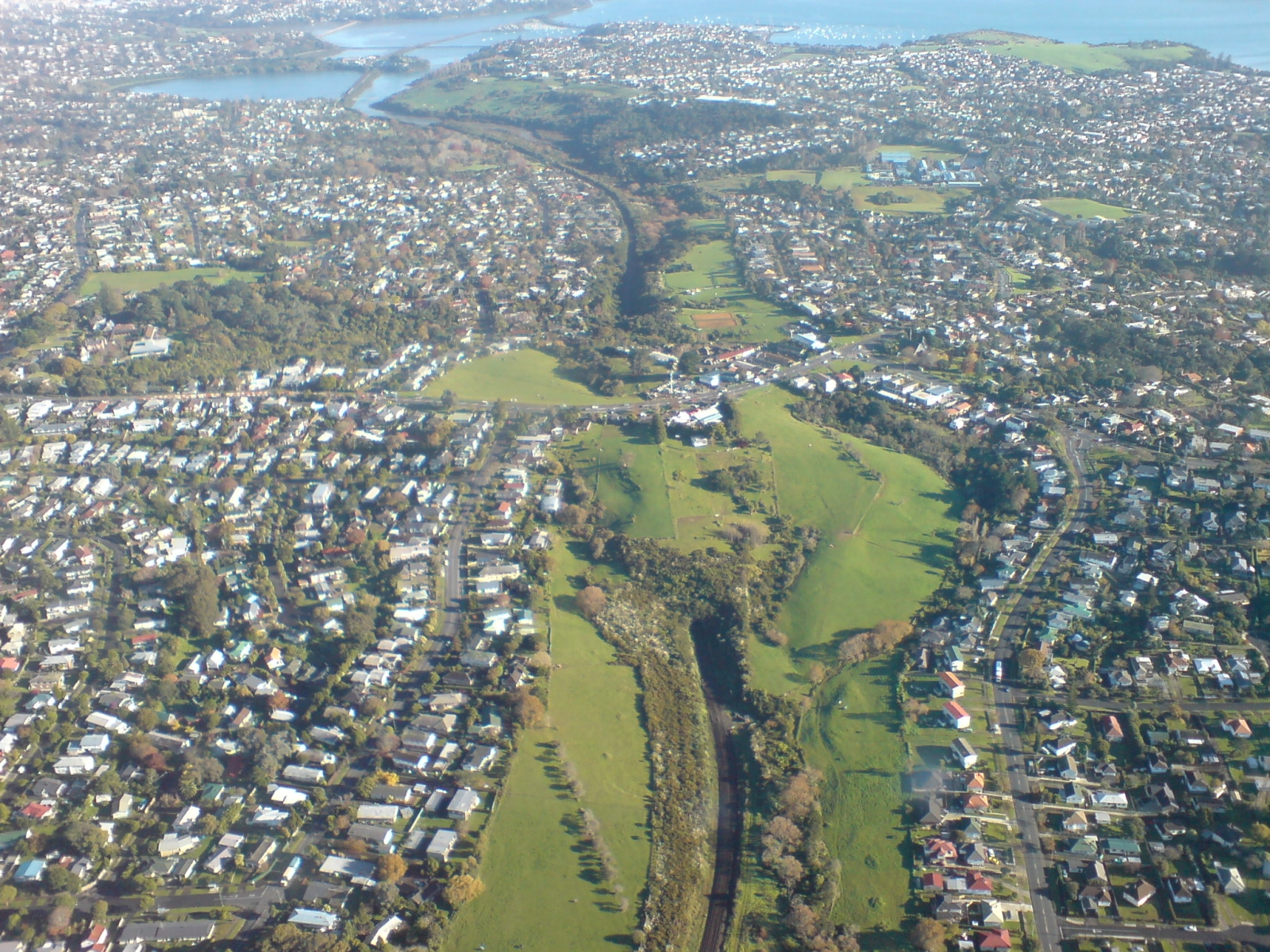
ノース・アイランド本線からウェストフィールド付け替え線を通じて東側郊外からオークランド中心業務地区にアプローチする

1930年にウェストフィールド付け替え線が開通し、オークランドからグレン・インズおよびホブソンズ・ベイを経由してウェストフィールドまで新しい東側のルートを形成し、新しいオークランド駅を使うようになったとともに、オークランド港へのアクセスが改善された。オークランドからニューマーケット経由でウェストフィールドへ向かう当初の区間は、後にノース・アイランド本線の一部ではなくなった。後にオークランド - ニューマーケット間はニューマーケット線となり、ニューマーケット - ウェストフィールド間はファンガレイ - ウェストフィールド間を結ぶノース・オークランド線の一部となった。
1930年代末に、オヒネワイ、タウピリ、ホプホプにおける踏切が橋に置き換えられた。

#### タワ・フラット付け替え線

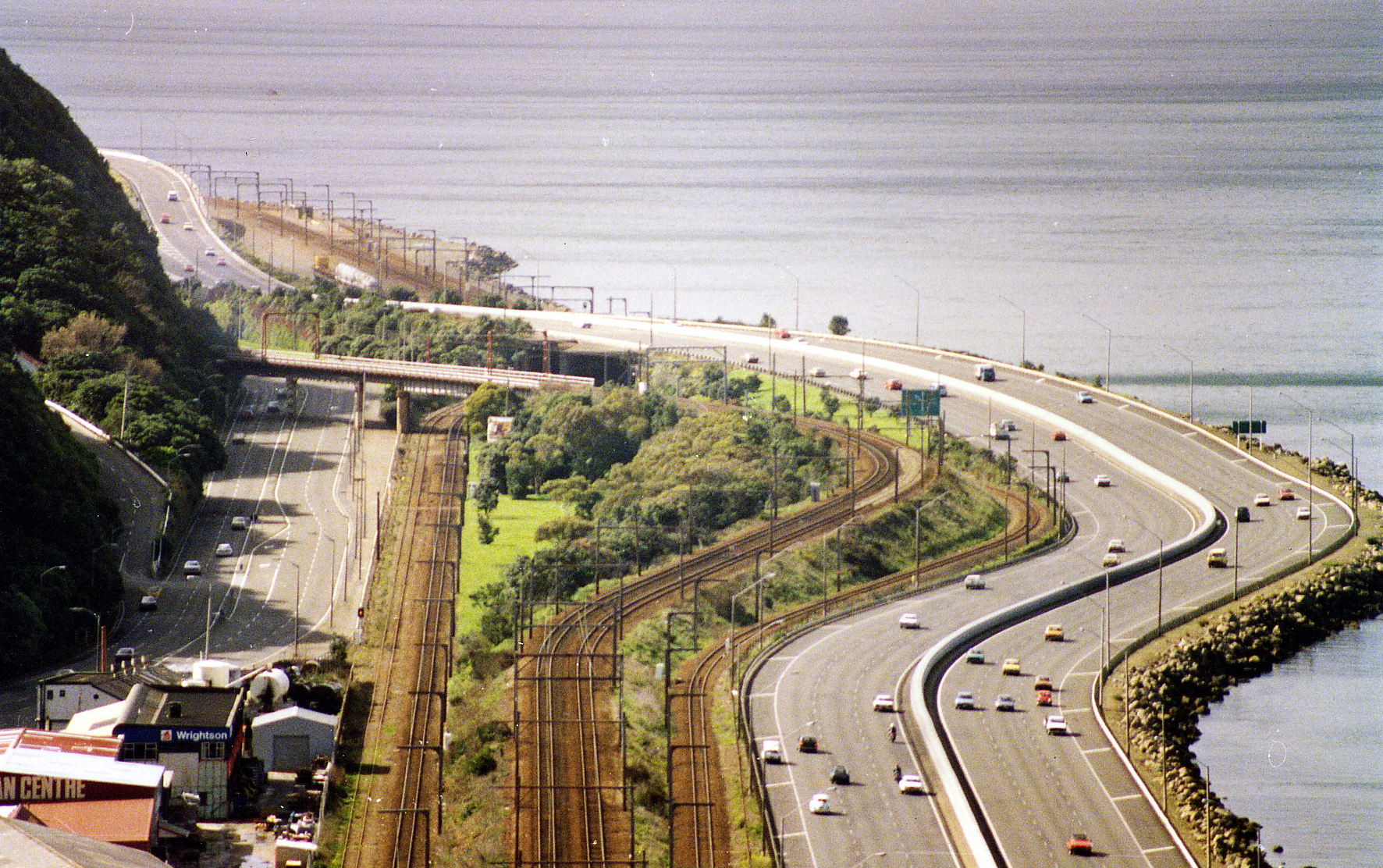
1930年代に、ウェリントン側の終端はウェリントンからタワ・フラットまで、2本の長いトンネルを含むタワ・フラット付け替え線に付け替えられた。この写真の中央2本の線路が付け替え線で、ワイララパ線のンガウランガ駅が背後に見え、脇にはニュージーランド国道1号線がある

複線のタワ・フラット付け替え線は貨物輸送には1935年7月22日に、そして旅客輸送には1937年6月19日に開通し、ウェリントンとタワの間の当初の単線を改良した。ウェリントンの丘の下をくぐるトンネルの組み合わせにより、勾配と曲線が多く60分の1勾配の長い区間で補助機関車を要していた当初のルートに多くの貨物列車を走らせるという問題を緩和した。ウェリントンからジョンソンビルまでの当初の路線はジョンソンビル支線として残されているが、ジョンソンビルからタワまでは廃止となった。
プリマートンからサウス・ジャンクション、プケルア・ベイの北からムリ、そしてノース・ジャンクションからパエカカリキまでの区間は1940年に複線化された。1940年7月24日に、ノース・アイランド本線のウェリントン - パエカカリキ間の直流1,500ボルト電化が完成した。タワ・フラット付け替え線には、煤煙の問題から蒸気機関車の運行に適さない長いタワ第2トンネルがある（しかし1935年から付け替え線では一時的に蒸機運行が行われていた）。CTCが1940年に導入され、信号扱所を新設する必要をなくすとともに、タブレットの取り扱いのためにタワとプケルア・ベイの間の5駅に常時人を配置する必要もなくなった。電化により、プリマートンからプケルア・ベイの峠までの57分の1勾配区間を東側に付け替えて緩和する必要がなくなり、またより多くの近郊旅客列車を運転できるようになった（そして1949年9月からはこの区間に電車列車が運行されるようになった）。

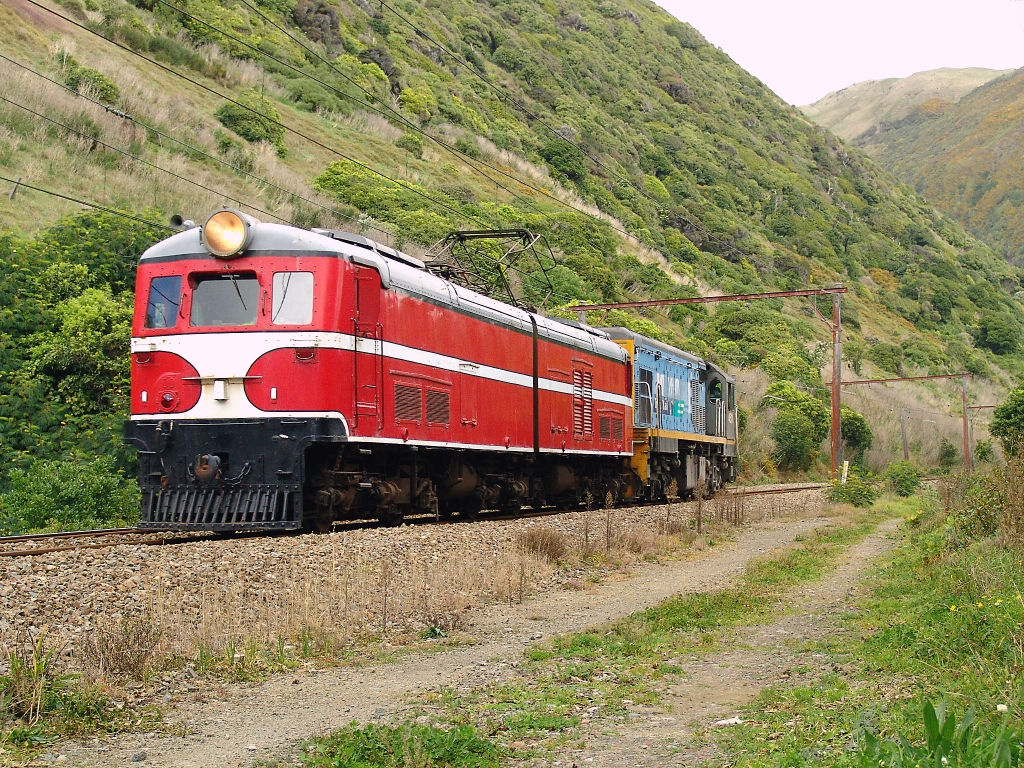
ウェリントン側電化区間のパエカカリキ付近でEWクラスの1805号がニュージーランド国鉄DCクラスディーゼル機関車の4611号を牽引しているところ、この区間は1940年に電化された

パエカカリキ断崖の下を通る、プケルア・ベイからパエカカリキまで、サウス・ジャンクションと・ノース・ジャンクションの間で5本のトンネルがある難所は、単線のままである。タワからポリルアまでは1957年12月15日に、ポリルアからパレマタまでは1960年11月7日に、パレマタからプリマートンまでは1961年10月16日に複線化された。ポリルアからプリマートンまでの区間は、ポリルア湾の東岸を埋め立てることで、複線化と合わせて直線化された。
1967年に、旧ウェリントン・アンド・マナワツ鉄道区間のパエカカリキからプケルア・ベイまでのトンネルの床が掘り下げられ、ニュージーランド国鉄DAクラスディーゼル機関車がウェリントンまで運行できるようになった。

#### ミルソン付け替え線
1964年から1966年にかけて、パーマストンノースの市街地中心部を避けて市の外縁を周るミルソン付け替え線が建設された。

#### マンガウェカ付け替え線
1973年から1981年にかけて、中央部のマンガウェカとウティクの間で大規模なマンガウェカ付け替え線が建設され、ランギティケイ川とカファタウ川を渡るどれも70メートルを超える高さの3つの高架橋が建設された。旧線の高架橋は経済的寿命が尽きていた。付け替えにより、不安定な地盤に建設されていた多くのトンネルを除去し、多くの急勾配区間もなくなった。

#### ハプアフェヌア付け替え線
中央部のハミルトン近郊のテ・ラパからパーマストンノースまでの区間は、政府のシンク・ビッグエネルギー政策の一環として、1984年から1988年にかけて電化された。一部のトンネルは切り通しにされ、あるいは付け替えられたが、一方で一部のトンネルは拡大する工事を行い、曲線も緩和された。オハクネとホロピトの間の区間は付け替えられ、より重い荷重の高速列車に対応するために、3つの高架橋が置き換えられた。置き換えられた橋でもっとも有名なのは、鋼製で曲線を描いたハプアフェヌアの高架橋で、現代のコンクリート製の橋に変わったが、古い橋も修復されて観光名所となっている。

#### 近年の改良
2009年から2010年にかけて、ウェリントン・ジャンクションとディスタント・ジャンクションの間の1.5キロメートルの区間が、ピーク時の混雑緩和のために複線から3線へと改良された。
2011年2月に、ウェリントン近郊鉄道網の改良と拡張の一環として、パエカカリキ - ワイカナエ間の複線化が完成した。
2012年から2013年にかけて、オークランド - ハミルトン間のランギリリ近くの4か所の橋が更新された。これらの橋は木製の橋脚と鋼製の桁を使った建設から100年以上経過したものであり、保守作業量の少ない現代のコンクリート製桁橋に更新された。第479、480、481、482号橋が更新対象で、長さはそれぞれ40メートル、40メートル、30メートル、18メートルであった。
ペカ・ペカからオタキまでのカピティ高速道路の建設のために、オタキ駅のすぐ北の1.3キロメートルの区間で線路の位置が変更された。建設工事は2017年に始まり、新線には2019年のイースターの週末（4月19日から22日）に移行された。

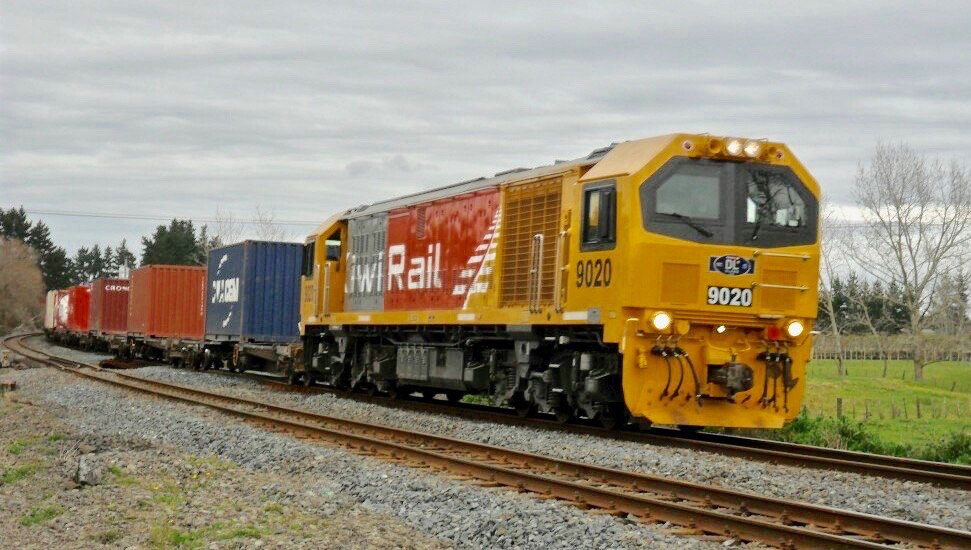
オークランド南方のパパクラで、ニュージーランド鉄道DLクラスディーゼル機関車が貨物列車を牽引している。ノース・アイランド本線の営業上貨物は重要な収入源である

オークランド地区では、ウィリとウェストフィールド（あるいはパパクラ）の間の3番目の線路が建設中であるこれにより、停車中の旅客列車を貨物列車が追い抜くことができるようになる。

### 電化

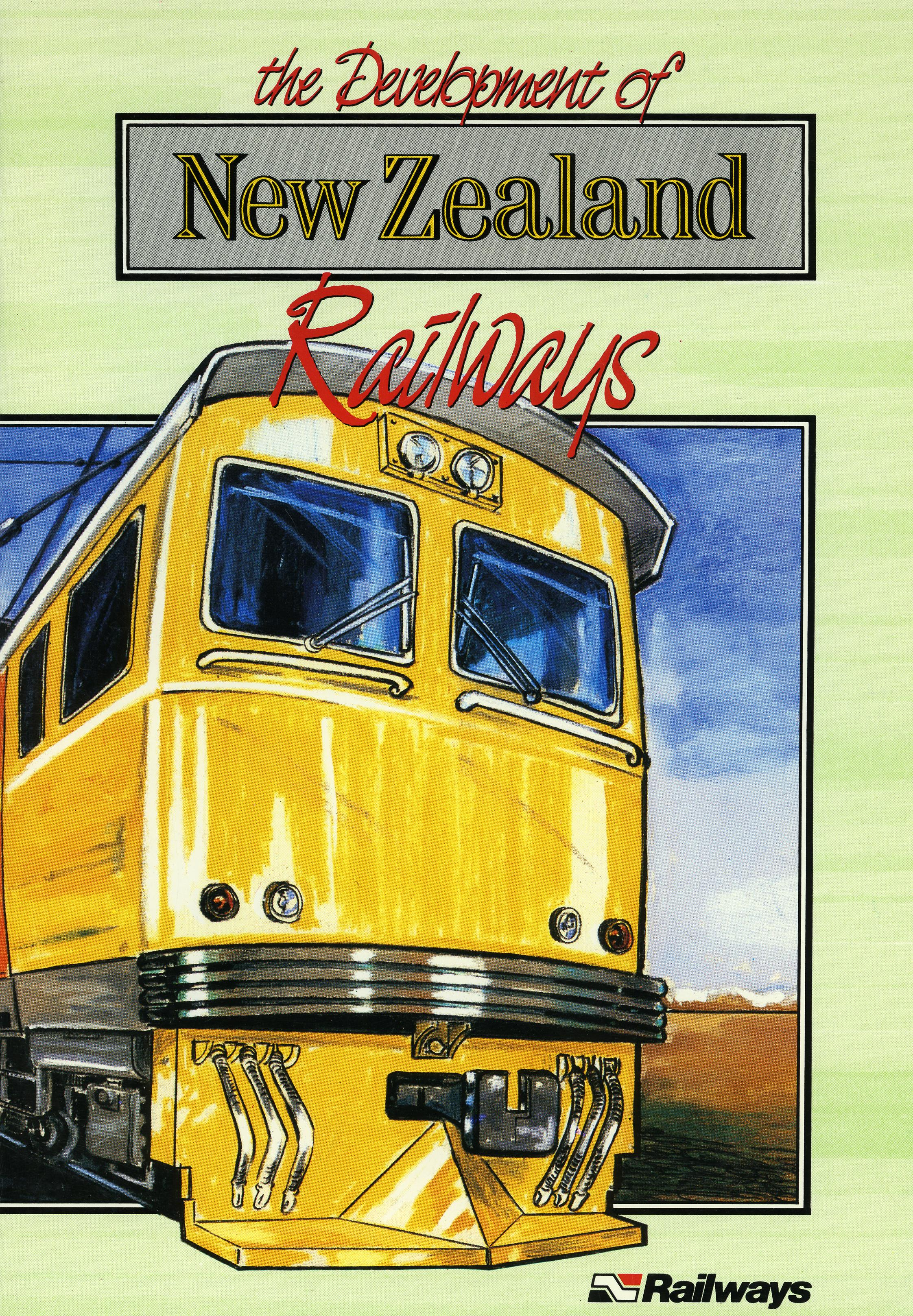
ノース・アイランド本線の電化は1988年に完成した

ノース・アイランド本線のうち3か所に分かれて電化区間がある。オークランドの近郊鉄道網と、中央部のパーマストンノース - テ・ラパ（ハミルトンの北）は交流25 kVで電化されている。ウェリントン近郊鉄道網は、かつて他のニュージーランドの鉄道網の区間でも使われていたことのある、直流1,500 V電化である。ウェリントンでは、ニュージーランド鉄道FPクラス電車（マタンギ）が導入されて以降、可能な出力を増大するために電圧が1,600 Vに昇圧された。
ノース・アイランド本線の電化は、電気技術者のエヴァン・パリーによって1918年11月にニュージーランド・ジャーナル・オブ・サイエンス・アンド・テクノロジー誌第1巻に初めて提案された。第一次世界大戦を受けて全国的に石炭が欠乏すると、パリーは、鉄道網はかつてないほど増加した貨物輸送量により大きな負担がかかっており、一部は蒸気機関車の利用にその責任があるとした。またパリーは、北島中央部で安価に水力発電ができる大きな可能性があると示唆した。
ノース・アイランド本線の最初の区間の電化はウェリントン - パエカカリキ間のタワ・フラット付け替え線で、1940年7月24日に完成した。これは主に、全長4.3キロメートルの第2トンネルで煤煙の不快さを除くためのもので、またパエカカリキ - プケルア・ベイ間の駆動力を補う目的もあった。この区間の電化設備は現在はトランスデブ・ウェリントンによるメットリンク近郊旅客列車のカピティ・ラインのみが使用しており、1983年5月7日にパラパラウムまで、そして2011年2月20日にワイカナエまで延長された。グレーター・ウェリントン地域評議会の資金拠出により、ワイカナエ延長と同時に新しいFPクラス電車が配置された。
第二次世界大戦により、鉄道は熟練労働力と石炭の不足に苦しむことになった。熟練労働者は他の分野の雇用を求めていってしまった。1948年から1951年まで、鉄道省のゼネラルマネージャーのフランシス・ウィリアム・エイキンは、技術スタッフからの反対にもかかわらず、全線の電化を主張した。エイキンはそれ以前は鉄道省の職員総監督および主任法務顧問であり、ノース・アイランド本線の列車にディーゼル機関車を用いることは高価すぎると判断していた。彼は、石炭の問題を緩和し、輸入石油への高額な支出を回避できるとして、電化に関心を向けた。
彼は電化の検討を開始させ、その結果ウェリントンで使われている直流1,500 Vの電化方式より、低周波交流方式の方が安価であると結論した。エイキンは4人の高官からなる技術派遣団を1949年3月に海外に送り、彼自身もイギリスの建設会社と暫定契約の交渉をするために海外渡航した。主任技術者と主任会計士が電化方式の仕様と費用を定め、エイキンはノース・アイランド本線の電化を結論とする本格的な報告書を完成させ、政府へ提出した。
ニュージーランド財務省および建設省の高官と、スウェーデンからの2人の専門家がこの提案に意見を寄せ、1950年12月に政府はこの提案をおおむね承認し、テランダーをコンサルタントとして指名することも同意した。エイキンは後に政府と反目し、1951年7月にゼネラルマネージャーを引退した。体制の変更に伴い、電化提案は消滅した。
エイキンの報告書における重要な仮定は、1948年から1961年までの間にノース・アイランド本線の輸送量は50パーセント増加するというものであった。電気式ディーゼル機関車は走行する発電所というべきものであるから、電化によるディーゼル化に対する費用の節約分は、本質的にニュージーランドの資源から発電した電気エネルギーを購入する費用と、輸入した軽油を使って小さな発電所で発電する費用の差であるとみなすことができる。
エイキンの退職後に設立された王立鉄道委員会は、エイキンの報告書を却下した。エイキンの後継者であるH.C.ラスティは、イングリッシュ・エレクトリックと結んでいた仮契約を見直し、DFクラスディーゼル機関車を指定した。この機関車は後に信頼性がないとわかり、10両のみが納入された。その代わりに、支線に対してDGクラスディーゼル機関車が42両導入された。ノース・アイランド本線を含む幹線には、ゼネラルモーターズのG12型の輸出型が発注され、DAクラスディーゼル機関車となった。
パーマストンノースとハミルトンの間の411キロメートル区間は、ロバート・マルドゥーン国民党政権の「シンク・ビッグ」エネルギー開発プロジェクトの一環として、交流25 kV 50 Hzで電化され、1988年6月24日に開業した。総費用は1億ドルを超えると見込まれており、そのうち40パーセントほどが機関車購入費用とされていたが、最終的な費用は約2億5000万ドルとなった。1980年代の石油価格の下落と、費用便益分析を実施した時点ではニュージーランド国鉄が長距離輸送において確保していた独占が陸上輸送の規制緩和により失われたことから、このプロジェクトの経済性は大きく損なわれることになった。

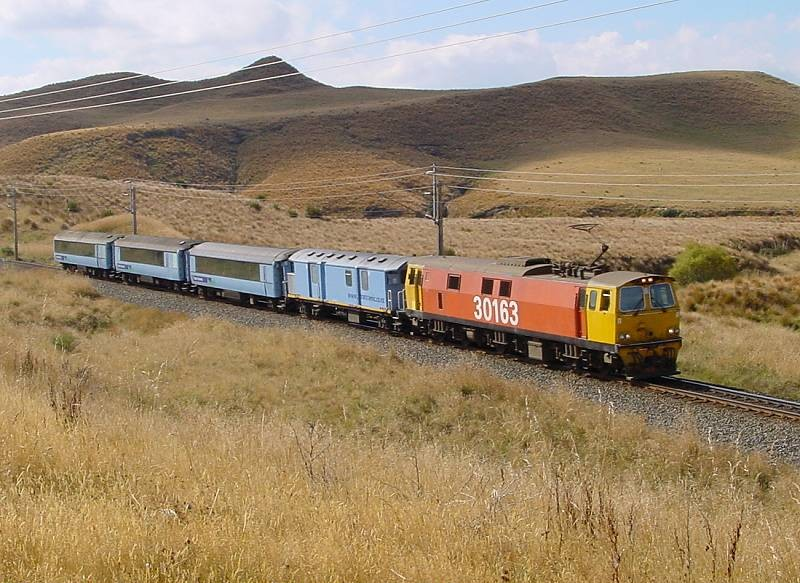
EFクラスの30163号が交流25 kV電化区間においてオーバーランダーを牽引する、2003年

この区間の電化は、1974年6月に設置された検討グループが増加する鉄道輸送量に対応する手段に関する報告を出したことに起源があり、1980年に承認を受けた。これにより、日本の鉄道技術研究所の支援を受けて技術的な検討が実施された。報告書では、電化することにより列車をより高速化し、また1本の列車でより多くの貨物を運べるようになることから、輸送量を増大できると述べていた。たとえば、ディーゼル機関車ではラウリムスパイラルで720トンの列車を27 km/hで牽引するのに対し、電気機関車であれば1,100トンから1,200トンの列車を45 km/hで牽引できるとし、輸送時間を3 - 5時間程度削減できるとした。燃料の消費は削減でき、また電気機関車で回生ブレーキを採用すれば、さらに燃料消費を削減できるとした。
電化の有利性はこの報告書の経済評価に反映され、投資利益率を18パーセントとしていた。感度分析によれば、この高い投資利益率があるため、予想したよりも輸送量が少なかった場合（たとえ輸送量が減少に転じたとしても利益率はプラスのままであるとした）、建設費が大きく増加した場合、そしてディーゼル燃料が予想したほど高騰しなかった場合でも、プロジェクトの安定性は確保できるとした。
このプロジェクトの一環として、銅線を使った通信システムはウェリントン - オークランド間で新しい光ファイバー通信ケーブルに置き換えられた。これは交流電化が直流の通信システムに干渉を起こすためである。1994年にニュージーランド鉄道はこのケーブルを電話用にクリア・コミュニケーションズに売却し、一部の容量をリースバックして信号用に用いた。
オークランド近郊鉄道網の電化構想は、1960年代にさかのぼり、主にノース・アイランド本線の全線電化構想と同時に発案されていた。2005年には、政府がこの構想を実行することを決定し、都市鉄道をノース・アイランド本線の中央部と同じ交流25 kVで電化するとした。この構想には、ノース・アイランド本線のブリトマート - パパクラの南までの35.7キロメートルの電化を含む。オークランド鉄道網の電化作業は2010年に開始された。ニュージーランド鉄道AMクラス電車を使った最初の電気運転の営業列車はオネフンガ線のブリトマート - オネフンガ間で2014年4月28日のことであった。オークランド鉄道網の電化プロジェクトは、2015年7月に完成し、すべての近郊列車が電気運転となった。プケコヘ - パパクラの非電化区間にはディーゼルのシャトル列車が運行されている。

#### 将来
オークランド電化完成により、ノース・アイランド本線の中央部、ハミルトンの北のテ・ラパまで87.1キロメートルの非電化区間が残された。オークランド近郊鉄道網の発展により、電化区間は南に伸ばされる可能性があるが、これはさらなる政府の資金拠出に依存している。2008年2月にかつてのオークランド地域評議会の議長マイク・リーは、電化はまずプケコヘまで延長されるかもしれないと示唆し、そうなるとテ・ラパまで60キロメートルの非電化区間が残ることになる。2012年に公開提案に応えて、オークランド・トランスポートの取締役会は、プケコヘまでの電化調査を10か年計画に含めることを決定した。オークランドの2018年 - 2028年計画では、プケコヘ電化、ウェストフィールドからウィリまでの3線化、そしてさらなる新型電車を提案している。2020年に政府はパパクラからプケコヘまでの電化に資金を拠出すると発表した。
2008年に当時の鉄道インフラストラクチャー所有者のONTRACKに対して書かれた文書では、残りのパパクラ - テ・ラパの非電化区間の電化およびイースト・コースト本線のタウランガまでの電化の可能性を調査している。この報告書では、電化費用の総額を8億6000万ドルとし、そのうちパパクラ - テ・ラパ間は4億3300万ドルであるとした。報告書では、資金は勾配と曲線の緩和、速度制限の除去と待避線の有効長増大に投入した方が有効であろうと結論している。
ウェリントンでは、ワイカナエからノース・アイランド本線の中央部パーマストンノースまで80.8キロメートルの非電化区間がある。ワイカナエまでの2012年2月の電化延長以来、オタキまで15キロメートルの電化延長を求める声がある。もし実現すれば、非電化区間は66キロメートルとなる。両端の電化方式が異なることから、直通の電気運転には両対応の機関車または電車が必要となる。ウェリントン、ワイララパ、パーマストンノースの車両更新、およびワイカナエの北からレビンまでおよびその先の電化延長に関してビジネスケースとして2021年7月から調査が行われている。1982年情報公開法に基づく2021年の請求により、キウィレールはウェリントンの電化方式を直流1,500 Vから交流25 kVに変更する計画はないと明言し、将来の非電化区間をつなぐ電化はいかなる形であれ両対応機関車を必要とするだろうとした。
2016年12月21日にキウィレールは、中央部の電化区間で使われている唯一の電気車両であるEFクラス電気機関車を、2年間かけて運用終了させ、更新しないという計画を発表した。この決定の理由としては、EFクラスは車齢約30年に達して寿命に近づいており、頻繁に故障していること（平均故障間隔は30,000キロメートルであり、これは期待される50,000キロメートルをかなり下回っている）、そして電化区間の両端でディーゼル機関車と電気機関車を交換することは労力と時間を要し、費用も掛かるとした。キウィレールは、この区間を非電化にすることは考えておらず、設備は維持しておき、将来電気車両を再導入できるようにするとした。
2018年10月30日、政府は長期的な排出物目標の達成を助け、経済を活性化するために、EFクラス電気機関車を保持しておくと発表した。残されている15両のEFクラス電気機関車はキウィレールにより更新され、ハミルトン - パーマストンノース間で運行を続けるとした。
| 区間                                        | 延長   | 電化方式              | 全体に占める割合 |
| ------------------------------------------- | ------ | --------------------- | ---------------- |
| ウェリントン - ワイカナエ                   | 57 km  | 直流1,500 V           | 8.4%             |
| ワイカナエ - パーマストンノース             | 81 km  | 非電化                | 11.9%            |
| パーマストンノース - ハミルトン（テ・ラパ） | 404 km | 交流25 kV             | 59.2%            |
| ハミルトン（テ・ラパ） - プケコヘ           | 79 km  | 非電化                | 11.6%            |
| プケコヘ - パパクラ                         | 26 km  | 電化確定（交流25 kV） | 3.8%             |
| パパクラ - ブリトマート                     | 35 km  | 交流25 kV             | 5.1%             |

| 電化済み     | 496 km | 73% |
| 将来電化確定 | 26 km  | 4%  |
| 非電化       | 160 km | 23% |

### 百周年
2008年8月6日9時、ウェリントンから1908年8月7日のジョセフ・ワードを乗せた議会特別列車を再現した列車がオークランドへ向けて出発した。メインライン・スチーム・トラストが復元した車齢100年のAA1013号客車も連結されていた。タイハペとタウマルヌイで一晩停車してオークランドへと向かった。乗車は招待客のみであった。
百周年記念として一連の切手が発行された。
- 50セント - マンガヌイ・オ・テ・アオにおける連結式 - 実際の写真を使っている[63]。
- 1ドル - KA947号蒸気機関車が列車を牽引して旧駅に進入する光景、タウマルヌイ、1958年
- 1.5ドル - マカトテ高架橋、1963年
- 2ドル - ラウリムスパイラル、1964年
- 2.5ドル = ハプアフェヌア高架橋を走るオーバーランダー（英語版）、2003年

## インフラストラクチャー
ノース・アイランド本線は、特にランギティケイ川沿いと北島火山高原の上に工学の粋を集めた構造物を多く有し、「技術の奇跡」と表現されている。ワンガヌイ川の峡谷から北島火山高原へ登る急勾配に列車を通せるようにするための、有名なラウリムスパイラルの建設もその一例である。
ノース・アイランド本線には、352の橋と14のトンネルがある。大きな高架橋としては、1981年に開通したマンガウェカ付け替え線にある3つ（ノース・ランギティケイ、サウス・ランギティケイ、カファタウ）がある。5つの高架橋は高さが70メートルを超えている。これより規模の小さな高架橋もオハクネの北のタオヌイと、マンガヌイ・オ・テ・アオおよびマンガトゥルトゥルにある。
主な高架橋の高さと長さは以下の通り。
| 名前                   | 高さ       | 長さ        | 開通年 | 備考                                          |
| ---------------------- | ---------- | ----------- | ------ | --------------------------------------------- |
| ノース・ランギティケイ | 81メートル | 160メートル | 1981年 | マンガウェカ付け替え線                        |
| マカトテ               | 79メートル | 262メートル | 1908年 |                                               |
| サウス・ランギティケイ | 78メートル | 315メートル | 1981年 | マンガウェカ付け替え線                        |
| カファタウ             | 73メートル | 160メートル | 1981年 | マンガウェカ付け替え線                        |
| マコヒネ               | 73メートル | 229メートル | 1902年 |                                               |
| トイ・トイ             | 58メートル | 66メートル  | 1904年 |                                               |
| ハプアフェヌア         | 45メートル | 284メートル | 1908年 | 1987年に架け替えられた                        |
| ハプアフェヌア         | 51メートル | 414メートル | 1987年 |                                               |
| ワイテチ               | 36メートル | 127メートル | 1889年 | ワイタテとも、長さ130メートルとする資料もある |
| マンガウェカ           | 48メートル | 288メートル | 1903年 | マンガウェカ付け替え線によって1981年廃止      |

## 鉄道車両
ニュージーランドの鉄道でも特に輸送量が多く、しかも中央部に急勾配があることから、ノース・アイランド本線ではニュージーランドで最強の機関車が使われてきた。
1909年にノース・アイランド本線が全通した時点で、北島中央部の山岳地帯で大きな輸送量をこなすために、車軸配置4-8-2の強力なニュージーランド国鉄Xクラス蒸気機関車が導入された。1928年には、ガーラット式機関車のGクラスが導入されたが、期待されたほど有効ではなかった。1932年に車軸配置4-8-4のKクラスが導入され、後に1939年に改良されてKAクラスとなった。
1954年からのDFクラスの導入は、蒸気機関車の時代の終わりの始まりとなり、1955年にはDAクラスの導入によって蒸気機関車が大々的に廃止されていくようになった。1972年からは、DXクラスとシルバーファーン気動車が導入され、シルバーファーンは1991年までオークランドとウェリントンを結ぶ列車に使われていた。
1980年代末の電化とEFクラスの導入により、DXクラスは南島のミッドランド線での石炭輸送など、他の路線に多くが転用されることになった。これ以降、テ・ラパとパーマストンノースの間では列車は電気機関車で牽引されることになったが、他路線から発着して直通する列車や、カリオイからの紙パルプ貨物列車などは、依然としてディーゼル機関車牽引である。
2020年5月時点で、ノース・アイランド本線で定期運用がある車両は以下のとおりである。
| 形式           | 写真 | 種類   | 1編成の両数 | 総数 | 事業者                                             | 運行区間                                                                     | 製造年                       |
| -------------- | ---- | ------ | ----------- | ---- | -------------------------------------------------- | ---------------------------------------------------------------------------- | ---------------------------- |
| FP/FT マタンギ |      | 電車   | 2           | 83   | トランスデブ・ウェリントン                         | ウェリントン - ワイカナエ間のウェリントン近郊輸送                            | 2010年-2012年、2015年-2016年 |
| AM             |      | 電車   | 3           | 57   | トランスデブ・オークランド                         | イースタン線、サザン線におけるオークランド近郊輸送                           | 2012年-2015年                |
| ADL/ADC        |      | 気動車 | 2           | 10   | トランスデブ・オークランド                         | パパクラ - プケコヘ間のオークランド近郊旅客輸送                              | 1982年-1985年                |
| S              |      | 客車   | 8           | 8    | キウィレール                                       | ウェリントンとパーマストンノースを結ぶキャピタル・コネクション               | 1971年 - 1975年              |
| AK             |      | 客車   | 6           | 6    | ザ・グレート・ジャーニーズ・オブ・ニュージーランド | ウェリントンとオークランドのザ・ストランド駅を結ぶノーザン・エクスプローラー | 2011年-2012年                |

- DCクラス（英語版） - 全区間
- DFTクラス（英語版） - 全区間
- DLクラス（英語版） - 全区間
- DXクラス（英語版） - 全区間
- EFクラス（英語版） - パーマストンノース - テ・ラパ

## 接続路線
| 路線名                          | 開通年月日     | 廃止年月日     | 分岐点                             | 終点                                 | 延長    | 備考 |
| ------------------------------- | -------------- | -------------- | ---------------------------------- | ------------------------------------ | ------- | --- |
| ニューマーケット線              | 1873年12月24日 | 営業中         | キー・パーク分岐点                 | ニューマーケット駅                   | 2.5 km  | 1873年から1877年までオークランド - オネフンガ線、1877年から1908年までオークランド - ワイカト線、1908年から1974年までノース・アイランド本線      |
| ノース・オークランド線          | 1875年5月20日  | 営業中         | ウェストフィールド分岐点           | オティリア分岐点                     | 280 km  | かつてはニューマーケット線と共にノース・アイランド本線の一部を形成していた                                                                      |
| マヌカウ支線                    | 2012年4月15日  | 営業中         | ウィリ分岐点                       | マヌカウ                             | 2.5 km  | |
| ミッション・ブッシュ支線        | 1917年12月10日 | 営業中         | パエラタ分岐点                     | ミッション・ブッシュ                 | 17 km   | かつてはワイウク支線であった。保存鉄道のグレンブルック・ビンテージ鉄道がグレンブルック- ワイウク間8 kmを使用している                            |
| キミヒア支線                    |                | 2015年10月21日 | ハントリー・ノース                 | キミヒア鉱山                         | 2.75 km | |
| ロトワロ支線                    | 1915年12月20日 | 営業中         | ハントリー                         | ロトワロ                             | 8.5 km  | かつては全長14 kmのグレン・アフトン支線であった、保存鉄道のブッシュ・トラムウェイ・クラブがプケミロからグレン・アフトンまでの2 kmを使用している |
| ワイパ鉄道炭鉱線                | 1914年3月1日   | 1958年5月19日  | ンガルアワヒア                     | ウィルトン炭鉱                       | 10.5 km | 専用線、1935年8月12日から廃止まではニュージーランド国鉄運営                                                                                     |
| イースト・コースト本線          | 1879年10月20日 | 営業中         | フランクトン分岐点                 | カウェラウ                           | 180 km  | 1879年から1928年までテムズ支線、1978年のカイマイ付け替え線により路線長が短縮、元の長さは230 km                                                  |
| ストラトフォード-オカフクラ線   | 1933年9月4日   | 2009年休止     | オカフクラ分岐点                   | ストラトフォード                     | 144 km  | フォーゴトン・ワールド・アドベンチャーズに貸し出し                                                                                              |
| ラエティヒ支線                  | 1917年12月18日 | 1968年1月1日   | オハクネ分岐点                     | ラエティヒ                           | 13 km   | |
| マートン-ニュープリマス線       | 1878年2月4日   | 営業中         | マートン分岐点                     | ブレイクウォーター（ニュープリマス） | 212 km  | |
| タオヌイ支線                    | 1879年11月17日 | 1895年8月14日  | タオヌイ                           | コリートン                           | 3.5 km  | |
| パーマストンノース-ギズボーン線 | 1891年3月9日   | 営業中         | ロスリン分岐点                     | ギズボーン                           | 391 km  | ネイピア-ギズボーン間は2012年休止、ギズボーン・シティ鉄道がギズボーンムリワイ間16 kmを使用している                                              |
| フォクストン支線                | 1873年4月      | 1959年7月18日  | ロングバーン分岐点                 | フォクストン                         | 31 km   | 1908年までフォクストン - ニュープリマス線の一部であった                                                                                         |
| ワイララパ線                    | 1874年4月14日  | 営業中         | ディスタント分岐点（ウェリントン） | ウッドビル                           | 170 km  | リムタカインクラインの1955年の廃止により182 kmから短縮                                                                                          |
| ジョンソンビル支線              | 1885年9月24日  | 営業中         | ウェリントン分岐点                 | ジョンソンビル                       | 10 km   | ウェリントン・アンド・マナワツ鉄道によって建設、ジョンソンビル-タワ間の6 kmは1937年6月19日に廃止                                                |
| テ・アロ支線                    | 1893年3月27日  | 1917年4月23日  | ウェリントン（ラムトン）           | テ・アロ                             | 1.77 km | |

## 主な軌道・その他の接続線
| 分岐駅         | 開通年月日     | 廃止年月日    | 所有者                             | 備考                                                                 |
| -------------- | -------------- | ------------- | ---------------------------------- | -------------------------------------------------------------------- |
| ドルーリー     | 1862年         | 不明          | ドルーリー石炭                     | 馬車軌道                                                             |
| ケリービル     |                |               | 公共事業省                         | ポケノ -アエロア線の建設用、マンガタフィリ以遠は完成せず             |
| ンガルアワヒア | 1914年3月1日   | 1958年5月19日 | ワイパ鉄道炭鉱                     | 10 kmの専用線                                                        |
| オトロホンガ   |                | 1921年        | ランギトト炭鉱                     | 6 kmの馬車軌道                                                       |
| マンガペヒ     |                | 1944年        | エリス・アンド・バーナンド         | 蒸気機関車による森林鉄道                                             |
| ワイオネ側線   |                | 1950年        | マートン・サッシ・アンド・ドア     | 蒸気機関車による森林鉄道                                             |
| オンガルエ     |                | 1956年        | エリス・アンド・バーナンド         | 蒸気機関車による大規模な森林鉄道                                     |
| タリンガモトゥ | 1910年         | 1960年代      | タリンガモトゥ軌道                 | 蒸気機関車による森林鉄道                                             |
| マヌヌイ       |                | 1944年        | エリス・アンド・バーナンド         | 蒸気機関車による大規模な森林鉄道                                     |
| オイオ         |                | 1935年        | キング・スペアズ                   | 蒸気機関車による森林鉄道                                             |
| マンソンズ側線 |                |               | マンソン・アンド・クラーク         | 蒸気機関車による森林鉄道                                             |
| ラウリム       |                | 1935年        | キング・スペアズ                   | 蒸気機関車による森林鉄道                                             |
| ラウリム       | 1935年         | 1957年        | ラウリム・ソーミリング             | 蒸気機関車による森林鉄道                                             |
| ポカカ         | 1930年         | 1957年        | ポカカ木材                         | 蒸気機関車による森林鉄道                                             |
| ホロピト       |                |               | ホロピト・ソーミルズ               | ニュージーランド鉄道の最高点、標高923.5メートル                      |
| ロングバーン   | 1886年10月27日 | 1908年12月7日 | ウェリントン・アンド・マナワツ鉄道 | 専用線、ニュージーランド鉄道省が買収してノース・アイランド本線に編入 |

## 旅客列車

### 長距離
開通以来、ウェリントンとオークランドを結ぶ定期旅客列車が運行されている。毎日急行列車が夕方早い時間帯に出発し、それに続いて停車駅の少ない特急が出発する。
1963年から1968年まで、昼行列車はシーニック・デイライトと呼ばれていた。1968年にドルーリー製のRMクラスの連接式車両が改良され独特の青と白の塗装となり、ブルー・ストリークと愛称で呼ばれるようになった。この車両は当初ハミルトンとオークランドを結ぶ列車に1968年初めに投入されたがうまくいかず、1968年9月23日からオークランド - ウェリントン間に運用されるようになった。なお、ニュージーランドでは自走する旅客用気動車はすべてRMクラスに分類される。

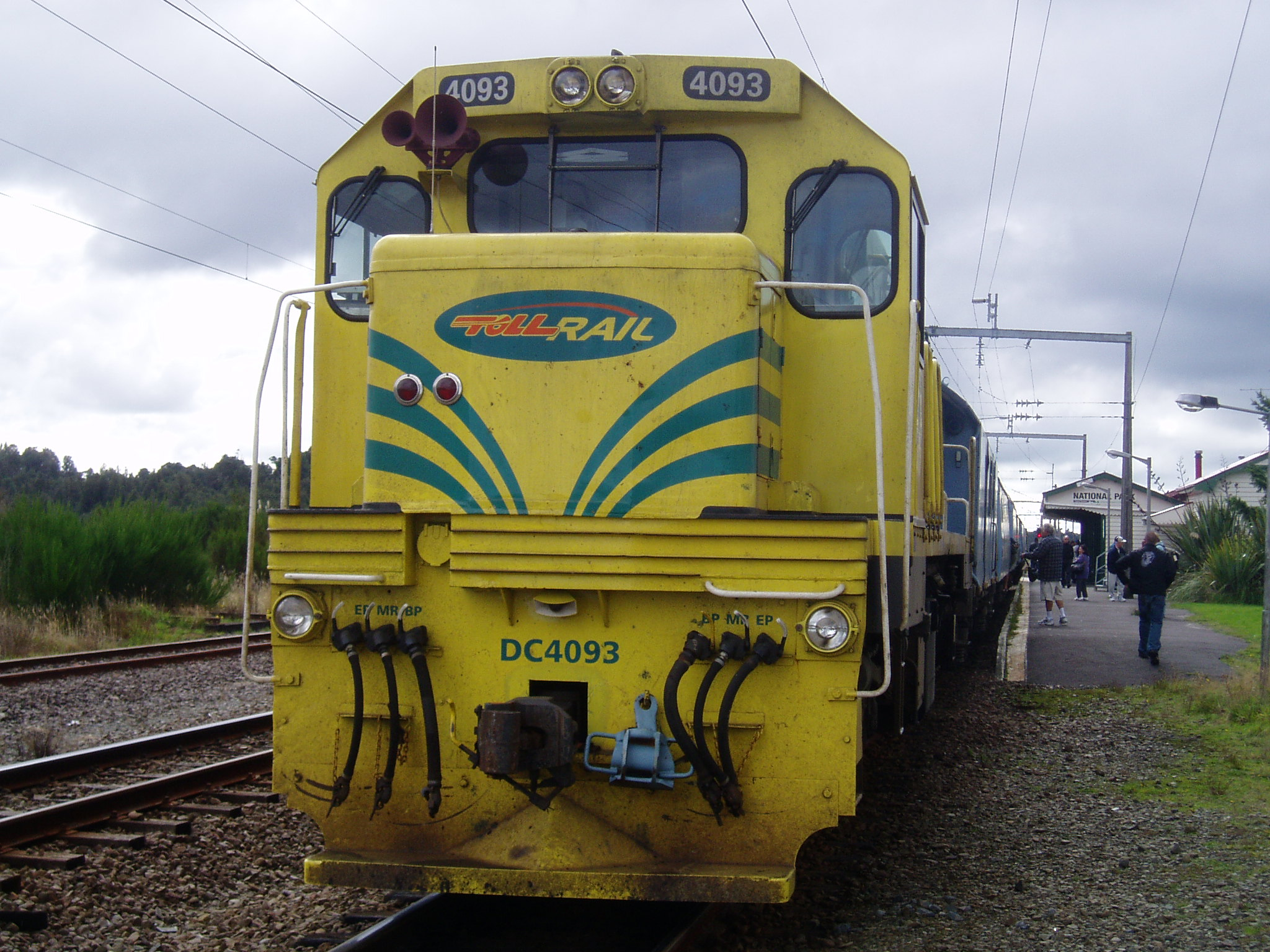
DCクラスは当初、当時オーバーランダーと呼ばれていたオークランド-ウェリントン間の長距離旅客列車の牽引をしていた

1971年にニュージーランド国鉄は豪華寝台列車のシルバースターを導入した。この列車は経済的には成り立たず、1979年に運行を終了した。これよりは成功したのが昼行の気動車であるシルバーファーンで、1972年にブルー・ストリークを置き換えた。この列車は1991年に運行終了し、オーバーランダーに置き換えられた。
客車によるオーバーランダーの運行開始と関連して、シルバーファーンの気動車は新しく設定されたタウランガとオークランドを結ぶカイマイ・エクスプレス、オークランドとロトルアを結ぶガイザーランド・エクスプレスに1991年に転用された。2000年には、これらタウランガとロトルアへの列車と関連して、ワイカト・コネクションというハミルトンとオークランドを結ぶ新しい通勤列車が導入されたが、3本とも2001年に運行中止となった。
2006年7月25日に、当時ニュージーランドの鉄道網を運営していたトールNZは2006年9月末でオーバーランダーの運行を終了すると発表したが、2006年9月28日に限定的な運行でこの列車を継続すると発表した。夏期は毎日運行し、残りの期間は週3回の運行となった。
2012年に、キウィレールは現代的なニュージーランド製AKクラス客車を投入してオーバーランダーをノーザン・エクスプローラーに置き換え、停車駅を少なくして所要時間を短縮した、豪華な旅客列車とすると発表した。2012年6月25日月曜日から運行を開始し、オークランド発ウェリントン行きの列車は月曜日、木曜日、土曜日発、ウェリントン発オークランド行きの列車は水曜日、金曜日、日曜日発となった。オーバーランダーより停車駅が少なく、パパクラ、ハミルトン、オトロハンガ、ナショナルパーク、オハクネ、パーマストンノース、パラパラウムに止まる。南島を走るコースタル・パシフィック、トランツアルパインの両観光客向け列車およびクック海峡を渡るインターアイランダー鉄道連絡船とともに、ノーザン・エクスプローラーはキウィレールの一部門、ザ・グレート・ジャーニーズ・オブ・ニュージーランドが運行している。
2021年にはテ・フイアという名前のハミルトン - オークランド間の新しい通勤列車が運行を開始した。
キャピタル・コネクションはパーマストンノースとウェリントンの間を運行している。
キウィレールと、一般の鉄道ファンの事業者（鉄道ファン協会、メインライン・スチーム、スチーム・インコーポレイテッドなど）は、貸切列車の運行を行っている。

### オークランド近郊輸送

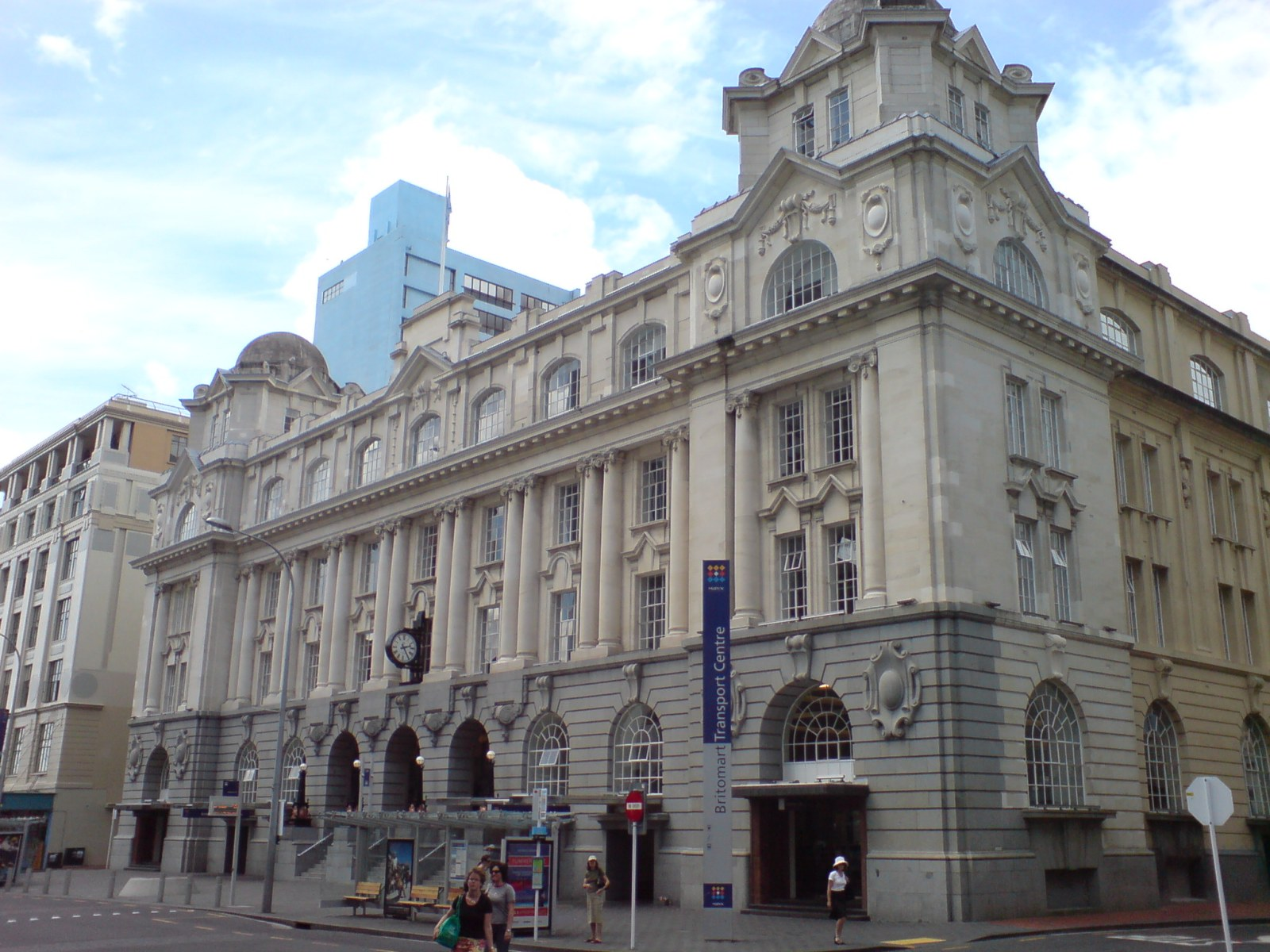
ノース・アイランド本線の北側のターミナル、ブリトマート駅

ノース・アイランド本線上を近郊列車が以下のように定期的に運行している。
イースタン線: マヌカウからブリトマートまでグレン・インズ経由、プヒヌイからブリトマートの間でノース・アイランド本線を通る。
サザン線: パパクラからブリトマートまでオタフフおよびニューマーケット経由、ウェストフィールド分岐点からパパクラまでノース・アイランド本線を通る。ニューマーケットまではノース・オークランド線を、キー・パーク付近までニューマーケット線を走り、そこでノース・アイランド本線に再合流するが、ブリトマートまで約500メートルほどの短区間を走るだけである。気動車がノース・アイランド本線のプケコヘ - パパクラ間をシャトル運行している。
オネフンガ線とウェスタン線の列車は、キー・パーク付近からブリトマートまでの500メートルほどの短区間のみノース・アイランド本線を走る。

### ウェリントン近郊輸送

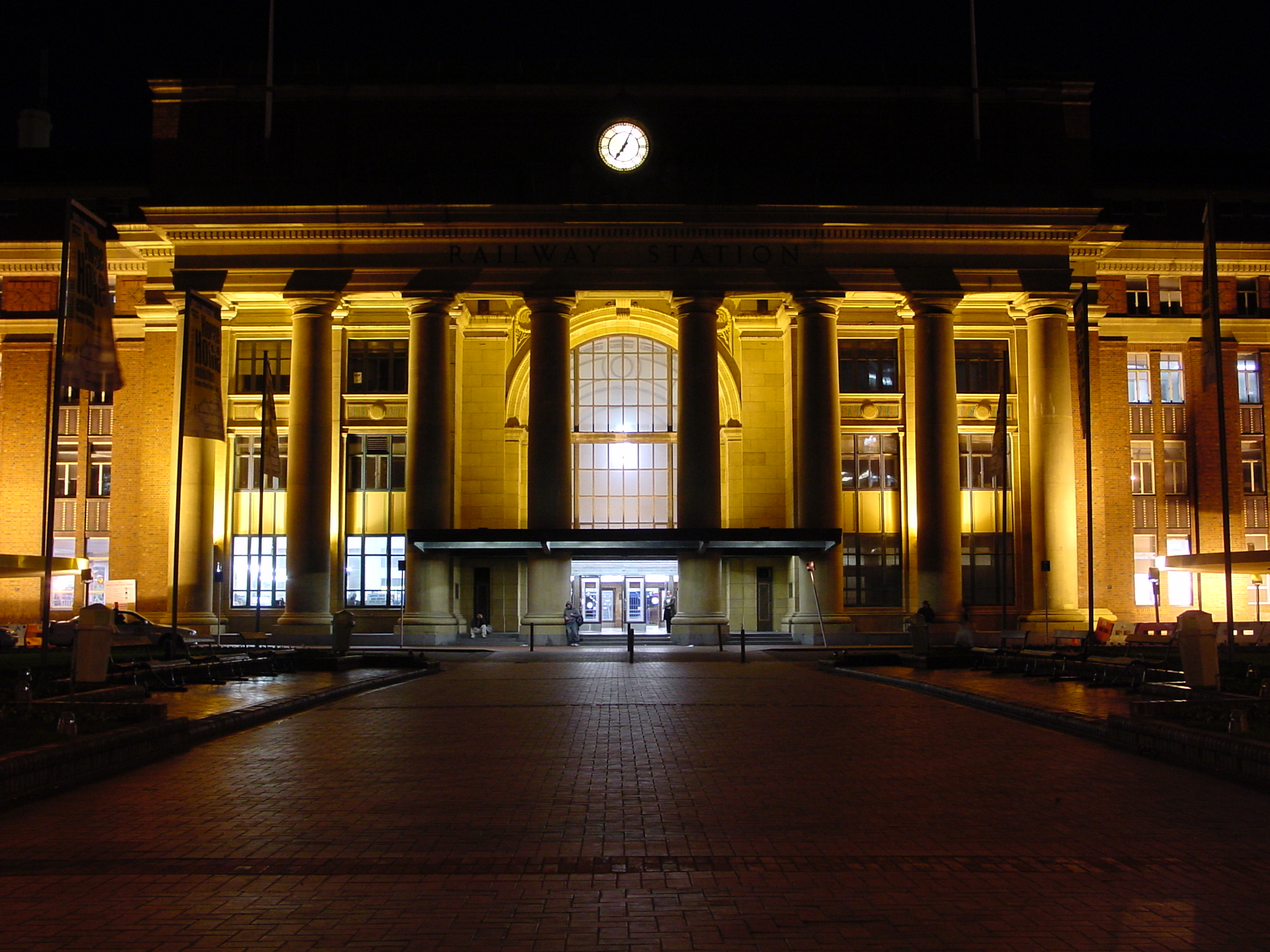
ノース・アイランド本線の南側ターミナル、ウェリントン駅、ウェリントン近郊鉄道網で最大の乗降客数がある

トランスデブ・ウェリントンが運行するウェリントンのメットリンク近郊鉄道網には、ノース・アイランド本線のウェリントン - ワイカナエ間とカピティ・ラインがある。

## 駅一覧
| 駅                               | ウェリントン起点キロ程 | 標高        | 開業年               | 廃止年         | 備考 |
| -------------------------------- | ---------------------- | ----------- | -------------------- | -------------- | --- |
| ウェリントン駅                   | 0 km                   | 2.4 m       | 1937年               | 営業中         | ニュージーランド国鉄のラムトン駅、ウェリントン・アンド・マナワツ鉄道のソーンドン駅を置き換えた、これらの駅は、ウェリントン駅開業時に廃止                   |
| ラムトン駅                       | 0 km                   | 2.4 m       | 1884年               | 1937年         | 現在のウェリントン駅の幾分北にあった |
| ピピテア・ポイント駅             | 0.75 km                | 2.4 m       | 1874年               | 1884年         | ピピテア埠頭にあった当初のウェリントン駅 |
| ソーンドン駅                     | 0.75 km                | 2.4 m       | 1886年               | 1937年         | ピピテア駅付近にあったウェリントン・アンド・マナワツ鉄道の駅                                                                                               |
| カイファラファラ駅               | 2.44 km                | 2.4 m       | 1874年               | 2013年         | 1951年まではカイワラ駅 |
| タカプ・ロード駅                 | 11.78 km               | 41 m        | 1937年               | 営業中         | |
| レッドウッド駅                   | 13.16 km               | 26.5 m      | 1963年               | 営業中         | |
| タワ駅                           | 13.58 km               | 25.6 m      | 1937年               | 営業中         | 1937年廃止のタワ・フラット駅は、レッドウッド駅の隣の丘の上、標高が12メートル高い位置にあった                                                               |
| リンデン駅                       | 14.85 km               | 17.7 m      | 1940年               | 営業中         | |
| ケネプル駅                       | 16.16 km               | 15 m        | 1940年               | 営業中         | |
| ポリルア駅                       | 17.8 km                | 3.6 m       | 1885年               | 営業中         | |
| パレマタ駅                       | 21.7 km                | 2.7 m       | 1885年               | 営業中         | |
| マナ駅                           | 23.04 km               | 3 m         | 1949年               | 営業中         | 1960年までドーリー・バーデン駅 |
| プリマートン駅                   | 24.4 km                | 5.8 m       | 1885年               | 営業中         | |
| プケルア・ベイ駅                 | 30.1 km                | 80 m        | 1885年               | 営業中         | |
| ムリ駅                           | 31.15 km               | 77 m        | 1952年               | 2011年         | |
| パエカカリキ駅                   | 38.84 km               | 7 m         | 1886年               | 営業中         | |
| ワイヌイ駅                       | 40.85 km               | 9 m         | 1886年               | 1900年         | |
| パラパラウム駅                   | 48.28 km               | 13.7 m      | 1886年               | 営業中         | |
| オタイハンガ駅                   | 51.5 km                | 21 m        | 1886年               | 1902年         | |
| ワイカナエ駅                     | 55.31 km               | 31 m        | 1886年               | 営業中         | |
| ハドフィールド駅                 | 60 km                  | 39 m        | 1886年               | 1906年         | |
| テ・ホロ駅                       | 64.77 km               | 19.2 m      | 1886年               | 1965年         | |
| ハウテレ駅                       | 67.6 km                | 15.2 m      | 1886年               | 1900年         | |
| オタキ駅                         | 70.28 km               | 14.6 m      | 1886年               | 営業中         | |
| マナカウ駅                       | 79.3 km                | 30.5 m      | 1886年               | 1982年         | 1905年まではマヌカウ駅だった |
| オハウ駅                         | 84.95 km               | 30.7 m      | 1886年               | 1982年         | |
| レビン駅                         | 90.3 km                | 36.5 m      | 1886年               | 営業中         | 1886年から1894年まではウェラロア駅だった |
| クイーン・ストリート（レビン）駅 | 91.37 km               | 36.5 m      | 1956年               | 1977年         | |
| レビン駅                         | 91.5 km                | 36.5 m      | 1886年               | 1894年         | |
| コプタロア駅                     | 99.23 km               | 8.5 m       | 1886年               | 1986年         | 1906年まではケルル駅 |
| シャノン駅                       | 106.57 km              | 12.2 m      | 1886年               | 営業中         | |
| マケルア駅                       | 111.84 km              | 7.62 m      | 1886年               | 1966年         | |
| トコマル駅                       | 118.35 km              | 17.7 m      | 1885年               | 1982年         | 列車交換設備は存置 |
| リントン駅                       | 124.19 km              | 18.3 m      | 1885年               | 1972年         | |
| ロングバーン駅                   | 129.69 km              | 19.8 m      | 1873年               | 1986年         | |
| アワプニ駅                       | 132 km                 | 24.7 m      | 1876年               | 1965年         | |
| パーマストンノース中央駅         | 135.76 km              | 30 m        | 1873年               | 1965年         | |
| パーマストンノース駅             | 136.03 km              | 28 m        | 1963年               | 営業中         | |
| テラス・エンド駅                 | 138.51 km              | 38.1 m      | 1876年               | 1964年         | |
| バニーソープ駅                   | 144.47 km              | 55.2 m      | 1876年               | 1985年         | |
| タオヌイ駅                       | 148.62 km              | 61.9 m      | 1876年               | 1963年         | |
| アオランギ駅                     | 150.66 km              | 70.7 m      | 1876年               | 1965年         | |
| フェイルディング駅               | 152.98 km              | 72.2 m      | 1876年               | 2012年         | |
| マキノ・ロード駅                 | 156.26 km              | 103 m       | 1878年               | 1960年         | |
| マエワ駅                         | 158.34 km              | 107 m       | 1878年               | 1962年         | |
| ハルコーム駅                     | 165.76 km              | 118 m       | 1878年               | 1983年         | |
| カカリキ駅                       | 171.12 km              | 70 m        | 1879年               | 1982年         | |
| グレートフォード駅               | 175.67 km              | 104.5 m     | 1875年               | 1983年         | |
| マートン駅                       | 180.25 km              | 140.8 m     | 1878年               | 2012年         | |
| クリフ・ロード駅                 | 183.58 km              | 159.7 m     | 1888年               | 1966年         | |
| オーバートン駅                   | 188.85 km              | 155 m       | 1888年               | 1958年         | |
| ポレワ駅                         | 190.53 km              | 165 m       | 1888年               | 1982年         | 保守側線は存置 |
| ラタ駅                           | 195.46 km              | 194 m       | 1888年               | 1975年         | |
| シルバーホープ駅                 | 199.31 km              | 224 m       | 1888年               | 1966年         | |
| ハンタービル駅                   | 205.33 km              | 267 m       | 1888年               | 1986年         | |
| カイカランギ駅                   | 210.18 km              | 284 m       | 1888年               | 1964年         | |
| マンガオノホ駅                   | 216.04 km              | 257 m       | 1893年               | 1966年         | |
| オヒンガイティ駅                 | 222.14 km              | 279 m       | 1902年               | 1975年         | |
| マンガウェカ駅                   | 231.04 km              | 326.7 m     | 1902年               | 1982年         | |
| ウティク駅                       | 243.69 km              | 371 m       | 1904年               | 1986年         | |
| オホツ駅                         | 247.08 km              | 395.6 m     | 1904年               | 1959年         | |
| ウィニアタ駅                     | 249.02 km              | 415 m       | 1905年               | 1972年         | 待避線であった |
| タイハペ駅                       | 251.85 km              | 442 m       | 1904年               | 2012年         | |
| マタロア駅                       | 260.88 km              | 530 m       | 1907年               | 1986年         | 開業日の写真 |
| ンガウルケフ駅                   | 270.25 km              | 640 m       | 1908年               | 1993年以前     | |
| トゥランガレレ駅                 | 274.5 km               | 702 m       | 1912年               | 1972年         | |
| ヒヒタヒ駅                       | 278.2 km               | 741 m       | 1908年               | 1982年         | 1912年までトゥランガレレ駅 |
| ワイオウル駅                     | 290.3 km               | 813.8 m     | 1908年               | 2005年         | 標高814メートル、ニュージーランド鉄道最高点 |
| タンギワイ駅                     | 299.49 km              | 699.5 m     | 1909年               | 1986年         | 1953年12月24日のタンギワイ鉄道事故最寄り |
| カリオイ駅                       | 306.94 km              | 630.3 m     | 1909年               | 1984年         | |
| ランガタウア駅                   | 312.79 km              | 670 m       | 1909年               | 1986年         | 1910年代の写真 |
| オハクネ駅                       | 317.09 km              | 618.4 m     | 1908年               | 営業中         | 1917年から1968年まで作業時刻表ではオハクネ分岐点 |
| ホロピト駅                       | 326.91 km              | 752 m       | 1909年               | 1978年         | 1981年の映画「スマッシュ・パレス-孤独な暴走-」の撮影地 |
| ポカカ駅                         | 332.57 km              | 811 m       | 1909年               | 1986年         | 1924年の写真 |
| エルア駅                         | 340.13 km              | 742.5 m     | 1908年               | 1986年         | 1920年代の写真 |
| ナショナルパーク駅               | 346.83 km              | 806.8 m     | 1908年               | 営業中         | 1949年までワイマリノ駅 |
| ラウリム駅                       | 358.31 km              | 589 m       | 1906年               | 1978年         | 1906年から1908年はプケリム駅 |
| オイオ駅                         | 366.25 km              | 520 m       | 1908年               | 1972年         | 第二次世界大戦中のアメリカの軍人には"Zero-10"という名で知られていた。ニュージーランドの鉄道で、アヴァ駅とトゥイ駅に並びアルファベットの綴りが最短の駅の1つ |
| オファンゴ駅                     | 371.89 km              | 456.6 m     | 1908年               | 1985年         | 1983年にいったん廃止、その後一時再開業していた |
| カカヒ駅                         | 382 km                 | 266 m       | 1908年               | 1978年         | |
| ピリアカ駅                       | 387.15 km              | 230 m       | 1908年               | 1987年         | |
| マヌヌイ駅                       | 391.9 km               | 190.5 m     | 1908年               | 1986年         | |
| マタプナ駅                       | 394.8 km               | 180 m       | 1908年               | 1987年         | |
| タウマルヌイ駅                   | 397.75 km              | 171 m       | 1903年               | 2012年         | |
| タリンガモトゥ駅                 | 402 km                 | 172.5 m     | 1903年               | 1971年         | |
| オカフクラ駅                     | 408.54                 | 178.3 m     | 1903年               | 1978年         | 1933年から2010年までの作業用時刻表ではオカフクラ分岐点となっている                                                                                         |
| テ・コウラ駅                     | 412.75 km              | 182 m       | 1909年               | 1975年         | |
| オンガルエ駅                     | 420.68 km              | 192.6 m     | 1903年               | 1986年         | |
| ワイオネ・サイディング駅         | 426.86 km              | 208 m       | 1921年               | 1950年         | |
| ワイミハ駅                       | 434.39 km              | 232 m       | 1903年               | 1983年         | |
| ポロ・オ・タラオ駅               | 444.05 km              | 339.2 m     | 1901年               | 1979年         | |
| マンガペヒ駅                     | 449.47 km              | 285.3 m     | 1901年               | 1984年         | 1901年から1920年までマンガペエヒ駅 |
| コパキ駅                         | 454.35 km              | 265 m       | 1901年               | 1982年         | 1920年までパラティカナ駅 |
| プケトゥトゥ駅                   | 461.83 km              | 206 m       | 1889年               | 1977年         | 1889年に簡易的に開業、1912年までモカウ駅 |
| ワイテティ駅                     | 470.07 km              | 135 m       | 1889年               | 廃止           | |
| テ・クイティ駅                   | 475.66 km              | 54 m        | 1887年               | 2012年         | |
| テ・クミ駅                       | 478.56 km              | 49.6 m      | 1887年               | 1968年         | |
| ハンガティキ駅                   | 485.2 km               | 39.9 m      | 1887年               | 1982年         | |
| オトロハンガ駅                   | 494.41 km              | 37 m        | 1887年               | 営業中         | 廃止されたが2012年夏に再開業、利用には事前の予約が必要 |
| キオキオ駅                       | 498.45 km              | 35.4 m      | 1887年               | 1973年         | |
| テ・カワ駅                       | 506.88 km              | 47.8 m      | 1887年               | 1982年         | |
| テ・マファイ駅                   | 513 km                 | 35.6 m      | 1887年               | 1958年         | 1900年までテ・プヒ駅 |
| テ・アワムトゥ駅                 | 517.02 km              | 50 m        | 1880年               | 2005年         | |
| ンガロト駅                       | 519.92 km              | 56 m        | 1880年               | 1954年         | |
| レイク・ロード駅                 | 522.26 km              | 54 m        | 1880年               | 1940年         | |
| オハウポ駅                       | 527.16 km              | 52 m        | 1880年               | 1982年         | |
| ルクヒア駅                       | 533.59 km              | 55 m        | 1880年               | 1970年         | |
| ハミルトン駅                     | 542.52 km              | 37.5 m      | 1877年               | 営業中         | 以前はハミルトン分岐点およびフランクトン分岐点 |
| テ・ラパ競馬場駅                 | 547.50 km              | 33.2m       | 1920年               | 1980年         | |
| ロトカウリ駅                     | 549.25 km              | 33 m        | 1877年、2021年再開業 | 1970年、営業中 | ウェリントン起点547 kmのテ・ラパ操車場とは異なる、2021年にテ・フイアのための駅として再開業した                                                             |
| ホロティウ駅                     | 553.65 km              | 23.7 m      | 1877年               | 1975年頃       | 1907年6月23日までプケテ駅、オークランドから124 km地点から122 km地点へと1880年に移転した                                                                    |
| ンガルアワヒア駅                 | 559.16 km              | 20.7 m      | 1877年               | 1968年頃       | 1978年まではニューカッスル駅 |
| タウピリ駅                       | 566.56 km              | 13.7 m      | 1877年               | 1968年頃       | |
| ハントリー駅                     | 573.87 km              | 14 m        | 1877年、2021年再開業 | 1998年、営業中 | 2021年にテ・フイアのための駅として再開業した |
| キミヒア駅                       | 578.45 km              | 14 m        | 1877年               | 1939年         | |
| オヒネワイ駅                     | 582.04 km              | 10 m        | 1877年               | 1968年頃       | |
| ランギリリ駅                     | 588.11 km              | 9 m         | 1877年               | 1957年         | |
| テ・カウファタ駅                 | 591.62 km              | 12.2 m      | 1877年               | 1984年         | |
| ファンガマリノ駅                 | 598.34 km              | 6.7 m       | 1877年               | 1978年         | |
| アモクラ駅                       | 604.53 km              | 7 m         | 1877年               | 1980年         | |
| マーサー駅                       | 609.16 km              | 6.4 m       | 1877年               | 1986年         | |
| ポケノ駅                         | 613.96 km              | 24 m        | 1877年               | 1968年頃       | |
| ファンガラタ駅                   | 617.90 km              | 59.7 m      | 1877年               | 1968年頃       | フラッグステーション |
| トゥアカウ駅                     | 621.41 km              | 37 m        | 1875年               | 1986年         | 1910年再建 |
| バックランド駅                   | 625.6 km               | 58 m        | 1875年               | 1969年         | |
| プケコヘ駅                       | 628.86 km              | 60.65 m     | 1875年               | 営業中         | |
| パエラタ駅                       | 633.29 km              | 45.1 m      | 1875年               | 1980年         | 1917年からパエラタ分岐点 |
| ランシマン駅                     | 638.37 km              | 8 m         | 1875年               | 1918年         | |
| ドゥルーリー駅                   | 640 km                 | 9 m         | 1875年               | 1980年         | |
| オパヘケ駅                       | 642.9 km               | 14.5 m      | 1875年               | 1955年         | 1877年から1939年までフヌア駅 |
| パパクラ駅                       | 647.02 km              | 19.2 m      | 1875年               | 営業中         | |
| ティロヌイ駅                     | 648.95 km              | 15.5 m      | 1904年               | 1980年         | |
| タカニニ駅                       | 650.64 km              | 15.2m       | 1875年               | 営業中         | |
| テ・マヒア駅                     | 652.24 km              | 14.9 m      | 1904年               | 営業中         | |
| マヌレワ駅                       | 653.1 km               | 17 m        | 1875年               | 営業中         | |
| ホマイ駅                         | 655.7 km               | 30.78 m     | 1904年               | 営業中         | |
| ウィリ駅                         | 657.6 km               | 22.25 m     | 1913年               | 2005年         | |
| プヒヌイ駅                       | 658.92 km              | 19.8 m      | 1904年               | 営業中         | |
| パパトイトイ駅                   | 659.63 km              | 18.9 m      | 1875年               | 1904年         | |
| パパトエトエ駅                   | 660.42 km              | 18 m        | 1904年               | 営業中         | |
| ミドルモア駅                     | 662.28 km              | 8.8m        | 1904年               | 営業中         | |
| マンゲレ駅                       | 663.02 km              | 10.66 m     | 1904年               | 2011年         | |
| オタフフ駅                       | 664.15 km              | 9.44 m      | 1875年               | 営業中         | |
| ウェストフィールド駅             | 665.5 km               | 7.6 m       | 1904年               | 2017年         | |
| シルビア・パーク駅               | 667.09 km              | 7.6 m       | 1931年               | 営業中         | 2007年に1 km北へ移転 |
| パンムレ駅                       | 669.93 km              | 17.7 m      | 1931                 | 営業中         | 2007年に200 m北へ移転 |
| タマキ駅                         | 671.28 km              | 23.5 m      | 1930年               | 1980年         | |
| グレン・インズ駅                 | 672.64 km              | 22 m        | 1930年               | 営業中         | |
| プレワ駅                         | 675.4 km               | 18 m        | 1930年               | 1955年         | |
| メドウバンク駅                   | 676.26 km              | 12 m        | 1954年               | 営業中         | |
| オラケイ駅                       | 677.44 km              | 4.5 m       | 1930年               | 営業中         | |
| ザ・ストランド駅                 | 680.76 km              | 2.7 m       | 1930年               | 営業中         | 1930年から2003年までのオークランド駅の7番乗り場であった、長距離列車のノーザン・エクスプローラーや蒸気機関車の列車、その他の観光列車などの終点              |
| ブリトマート駅                   | 682 km                 | マイナス4 m | 2003年               | 営業中         | オークランド近郊輸送列車の終点、電気運転の列車のみ |

## 記録
オークランドからウェリントンまでの所要時間記録は、1960年のムーハン・ロケット（ディーゼル機関車牽引の特別列車）で11時間34分であったが、1967年にはスタンダード気動車で9時間26分（うち走行時間は8時間42分）となった。

## ギャラリー

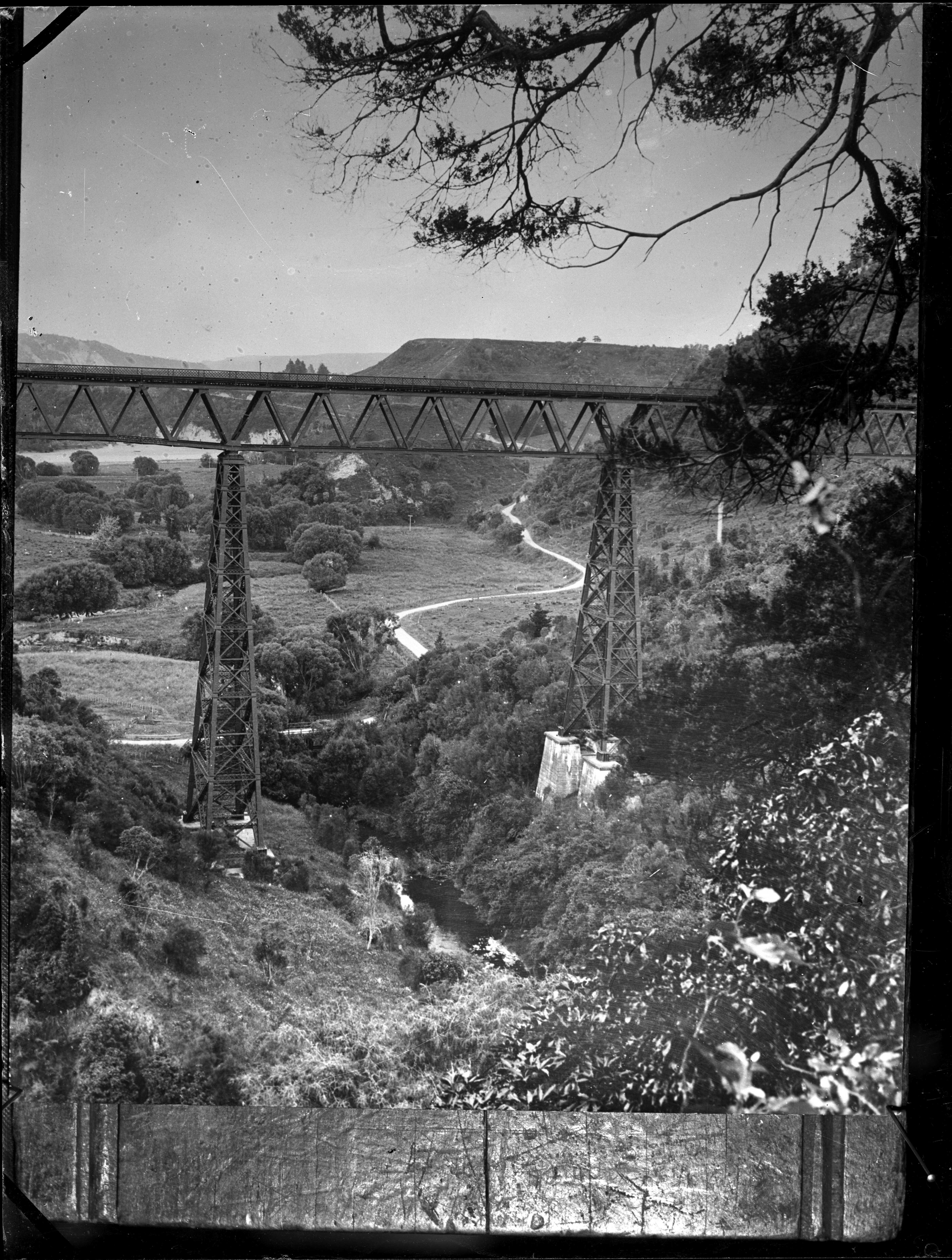
1930年代のマコヒネ高架橋
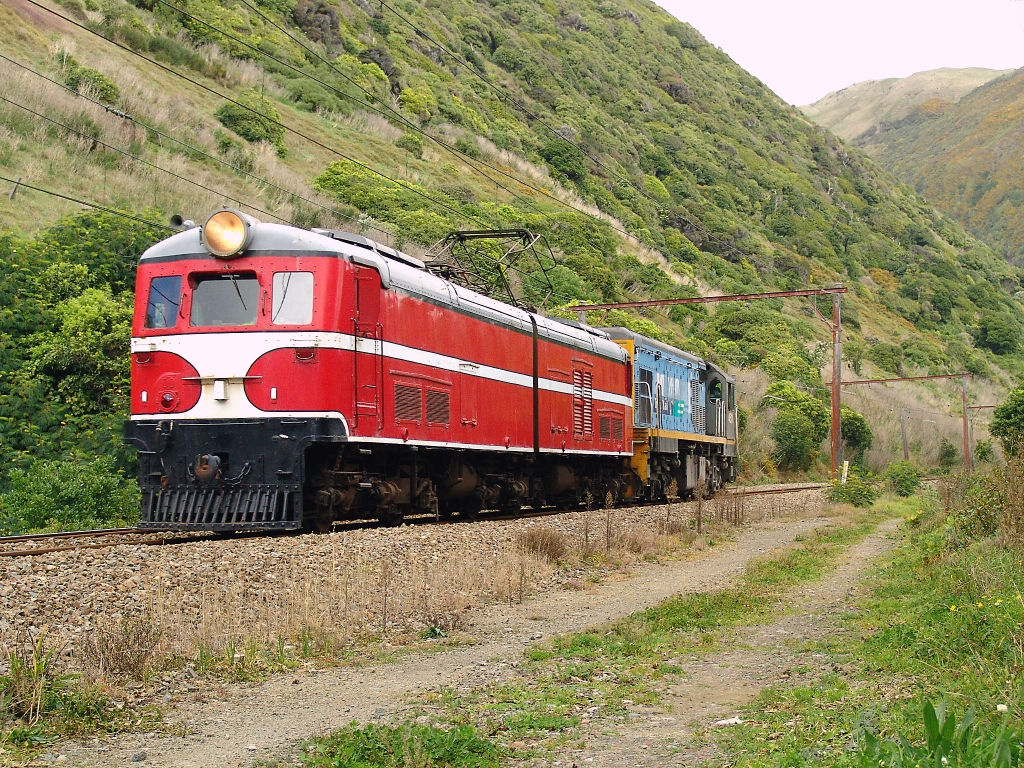
EWクラスとDCクラスの機関車、パエカカリキ付近で2005年
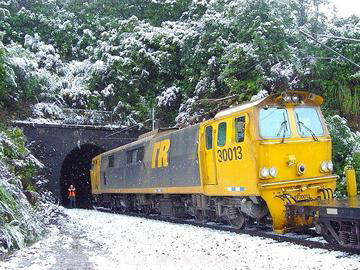
「バンブル・ビー」塗装のEFクラス機関車、2006年
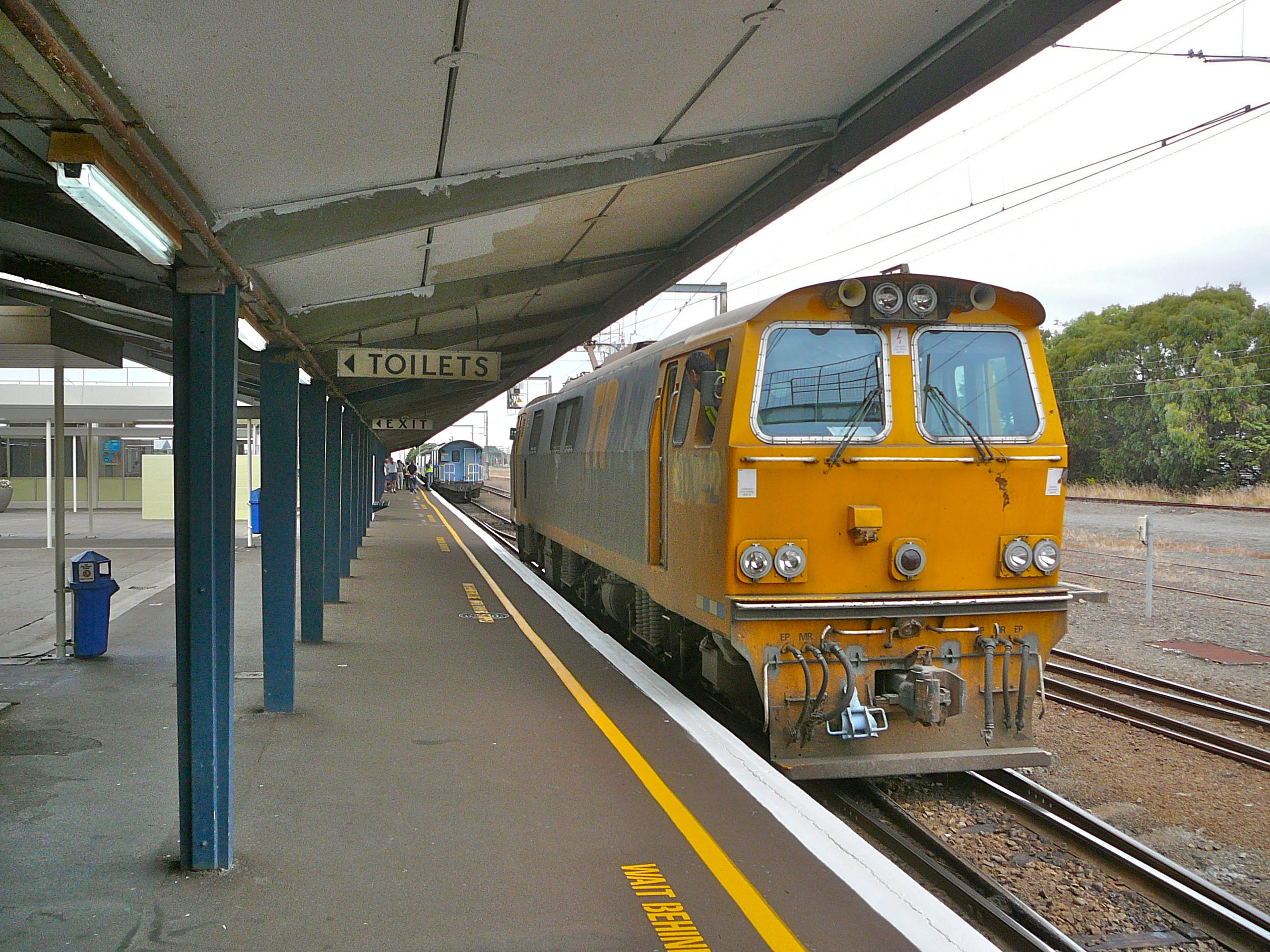
パーマストンノース駅のEFクラス機関車、2007年
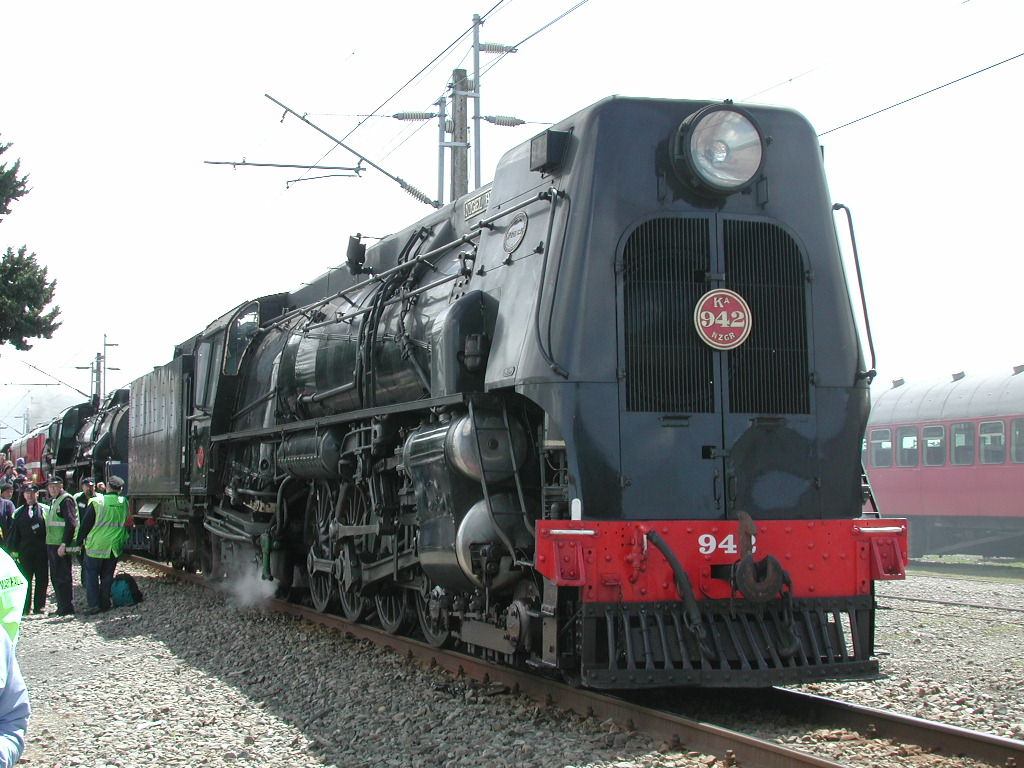
ノース・アイランド本線の100周年記念においてKAクラス蒸気機関車、2008年
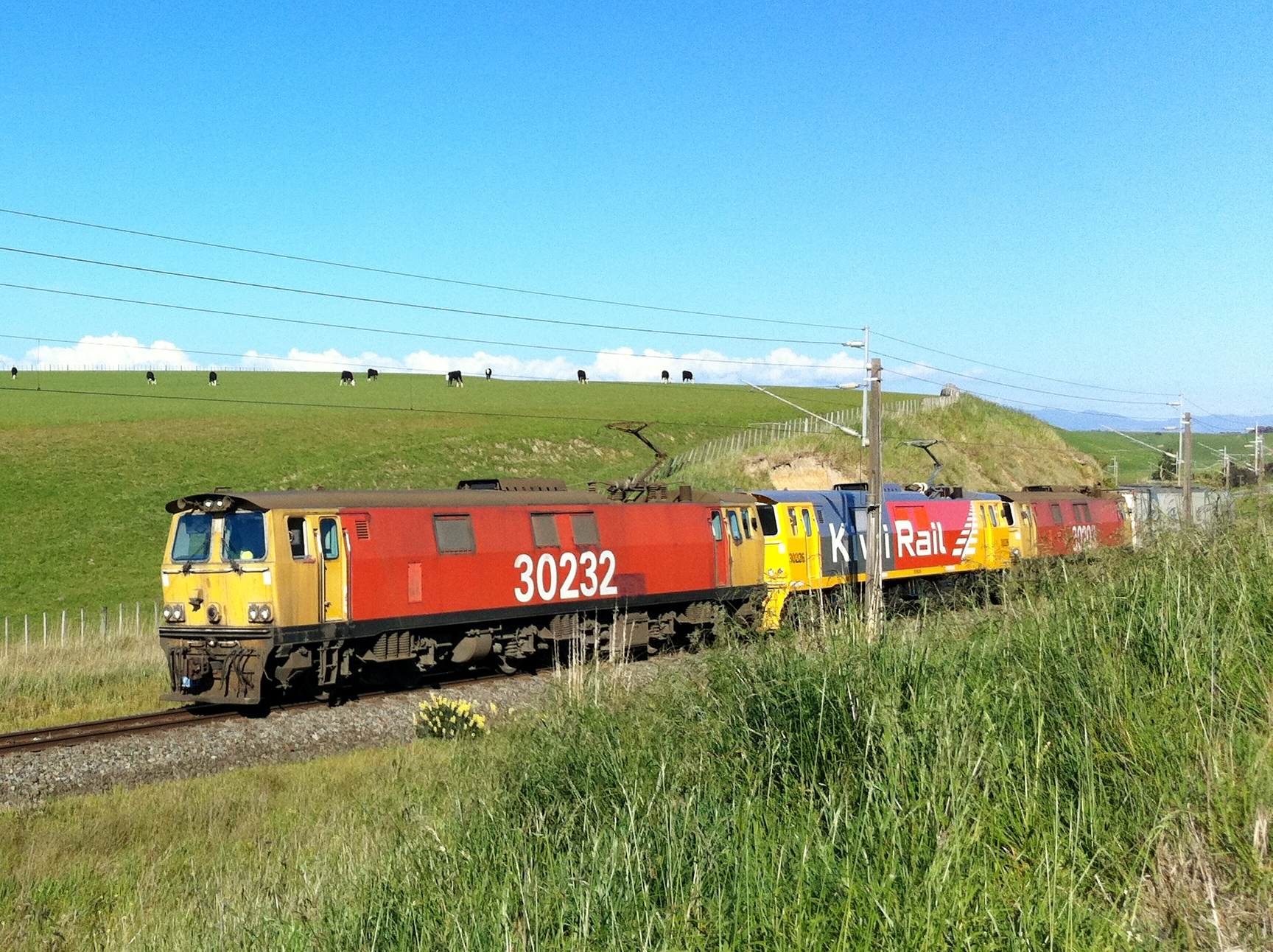
フィールディングの北で貨物列車、2010年